# پریزم
پریزم اسم رمز یک برنامهٔ جاسوسی است که آژانس امنیت ملی ایالات متحده آمریکا آن را پیش می‌برد و آرمان آن گردآوری داده ارتباط اینترنتی از چندین شرکت فراهم‌آورنده خدمات اینترنت در آمریکا است. این برنامه با نمادگر کنش شنود الکترونیک US-984XN نیز شناخته می‌شود. بر پایه بخش ۷۰۲ متمم‌های لایحه ۲۰۰۸ لایحه نظارت بر اطلاعات خارجی ۱۹۷۸ پریزم، ارتباطات اینترنتی نگهداری‌شده را با درخواست از شرکت‌های اینترنتی مانند گوگل گردآوری می‌کند تا هرگونه داده را که با شرایط داوری مورد تأیید دادگاه نظارت بر اطلاعات خارجی ایالات متحده آمریکا سازگار باشد واگردانی کند. آژانس امنیت ملی می‌تواند از این درخواست‌های پریزم برای هدف‌گیری ارتباطاتی استفاده کند که هنگام جابجایی در ستون فقرات اینترنت رمزنگاری شده‌اند تا بدینوسیله بر داده نگهداری‌شده‌ای تمرکز کند که سامانه‌های فیلتر اینترنتی، مدت کوتاهی پیش از آن از رده خارج کرده بودند و داده‌ای را به‌دست آورد که می‌تواند از میان دیگر چیزها راحت‌تر مدیریت کند.

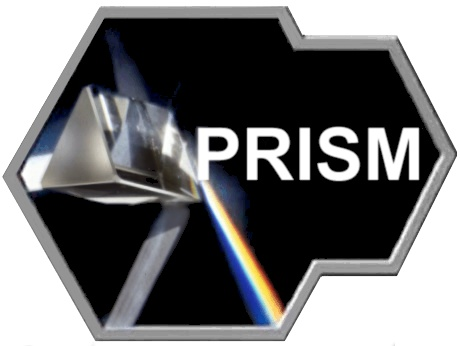
نشان‌واره پریزم

پریزم در سال ۲۰۰۷ (میلادی) در آغاز لایحه حمایت از آمریکا ۲۰۰۷ در دوران ریاست‌جمهوری جرج دابلیو بوش آغاز به کار کرد. بر پایه لایحه نظارت بر اطلاعات خارجی، پریزم با نظارت دادگاه نظارت بر اطلاعات خارجی آمریکا کار می‌کند. وجود آن ۶ سال بعد در افشاگری‌های جاسوسی گسترده به‌دست ادوارد اسنودن آشکار شد. او هشدار داده بود که گسترش گردآوری انبوه داده بیش از آن است که مردم بدانند و این، کاری "خطرناک" و "مجرمانه" است. این افشاگری‌ها در ۶ ژوئن ۲۰۱۳ (میلادی) در گاردین و واشینگتن پست چاپ شدند. اسناد بعدی نشان دادند که توافق مالی چند میلیون دلار آمریکا بین واحد عملیات منبع ویژه آژانس امنیت ملی و شرکای پریزم وجود دارد.
اسناد نشان می‌دهند که پریزم "منبع شماره یک اطلاعات خام برای گزارش‌های واکاوی آژانس امنیت ملی" است و ٪۹۱ ترافیک اینترنت گردآوری‌شده آژانس امنیت ملی را با پیروی از بخش ۷۰۲ متمم‌های لایحه ۲۰۰۸ لایحه نظارت بر اطلاعات خارجی ۱۹۷۸ فراهم می‌کند. اطلاعات درز کرده یک روز پس از آن همه جا پخش شد که معلوم شد دادگاه لایحه نظارت بر اطلاعات خارجی به یکی از شرکت‌های زیرمجموعه ورایزن کامیونیکیشنز دستور داده همه تماس‌های تلفنی مشترکان خود را به ابزارهای ردیابی آژانس امنیت ملی بفرستد.
مقامات فدرال آمریکا برخی نمودهای پریزم که در گاردین و واشینگتن پست منتشر شده‌اند را انکار کردند و با این ادعا که نمی‌توان بدون حکم دادگاه از این برنامه برای هدف‌گیری مردم درون کشور استفاده کرد، اینکه به پیشگیری از تروریسم کمک کرده، نظارتی مستقل از مدیران اجرایی دولت فدرال، و شاخه‌های قانونی و قضایی بر آن می‌شود، از آن دفاع کنند. در ۱۹ ژوئن ۲۰۱۳ رئیس‌جمهور آن هنگام آمریکا باراک اوباما در بازدید از آلمان گفت که عملیات گردآوری داده آژانس امنیت ملی "سامانه محدودی را پدید می‌آورد که به ما توانایی حفاظت از مردممان را می‌دهد."

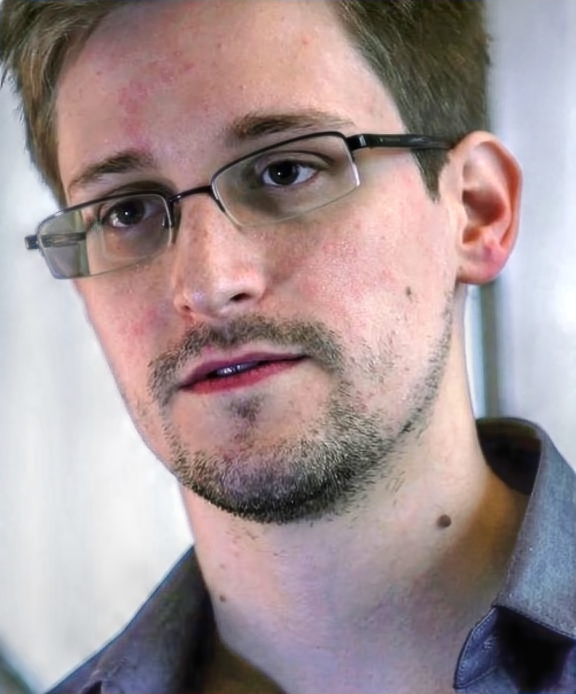
اتحاد فایو آیز پس از جنگ جهانی دوم پدید آمد تا کشورهای آنگلوسفر که قدرت برتر را در دست دارند بتوانند در هزینه‌ها و همرسانی اطلاعات با یکدیگر همکاری کنند. ...نتیجه این جنگ، پس از چند دهه، پیدایش یک سازمان اطلاعاتی فرا ملی است که حتی به دولت‌های کشورهای خود نیز پاسخگو نیستند. —ادوارد اسنودن

## افشای رسانه‌ای پریزم
وجود پریزم در هنگام گفتگوی خبرنگاران واشینگتن پست و گاردین با ادوارد اسنودن (که آن هنگام پیمانکار آژانس امنیت ملی بود) در هنگ کنگ آشکار شد. اسناد درز کرده، دربرگیرنده یک پرونده مایکروسافت پاورپوینت ۴۱ صفحه‌ای است که ۴ صفحه آن در رسانه‌ها منتشر شدند.
اسناد، چندین شرکت فناوری اطلاعات همکار در پروژه پریزم را نشان می‌دادند. مایکروسافت در ۲۰۰۷، یاهو! در ۲۰۰۸ (میلادی)، گوگل، فیس‌بوک، و پالتاک در ۲۰۰۹ (میلادی)، یوتیوب در ۲۰۱۰ (میلادی)، ای‌اوال، و اسکایپ در ۲۰۱۱ (میلادی)، و اپل در ۲۰۱۲ (میلادی) نمونه‌هایی از این شرکت‌ها هستند. کسی که در واشینگتن پست توضیح می‌داد می‌گفت که "٪۹۸ داده پریزم از یاهو!، گوگل، و مایکروسافت به‌دست می‌آید."
پرونده پاورپوینت بیان می‌کند که بسیاری از ارتباطات الکترونیکی جهان از آمریکا می‌گذرند. زیرا داده ارتباطی الکترونیک، گرایش دارد که به جای مسیر مستقیم فیزیکی، از کم‌هزینه‌ترین مسیر بگذرد و چون مقدار بسیار زیادی از زیرساخت اینترنت در آمریکا قرار دارد داده اینترنتی زیادی از آمریکا می‌گذرد. این موضوع برای واکاوهای اطلاعاتی آمریکا فرصتی را فراهم می‌آورد که ارتباط هدف‌های خارجی را در هنگامی که داده آن‌ها از آمریکا عبور می‌کند شنود کند.
افشاگری‌های بعدی اسنودن نشان دادند که آژانس‌های اطلاعاتی دولتی مانند ستاد ارتباطات دولت بریتانیا نیز کار شنود گسترده الکترونیک و ردیابی داده ارتباطی و اینترنتی را انجام می‌دهند (که آلمان گفته اگر درست باشد مانند "کابوس" است). همچنین ادعا می‌شود که آژانس امنیت ملی با رخنه به شبکه‌های زیرساخت‌های مردمی دیگر کشورها مانند دانشگاه، بیمارستان، و کسب‌وکارهای خصوصی، در کنش‌های "خطرناک" و "مجرمانه" همکاری می‌کند. تنها، محدودیت‌های بسیار کمی را رعایت می‌شوند که تأثیر کمی بر روش‌های گردآوری گسترده (از جمله مردم آمریکا) دارند چون ۱) محدودیت‌ها به خاطر سیاست‌گذاری و نه به خاطر مسائل فنی هستند و می‌توانند در طول زمان تغییر کنند ۲) بازرسی‌ها سَرسَری و کم‌دقت هستند و به آسانی با توجیهات دروغی توجیه می‌شوند ۳) با داشتن چندین استثنای مَن‌دَرآوَردی و ۴) سیاست‌های آژانس امنیت ملی، کارکنان را تشویق می‌کند که در موارد عدم اطمینان، از شک و تردید استفاده کنند.

### اسلایدها
در پایین، شماری از اسلایدها که به‌دست ادوارد اسنودن پخش شده‌اند عملیات و فرایندهای پشت برنامه پریزم را نشان می‌دهند. باید گفته شود که منظور از FAA، بخش ۷۰۲ متمم‌های لایحه ۲۰۰۸ لایحه نظارت بر اطلاعات خارجی ۱۹۷۸ است.

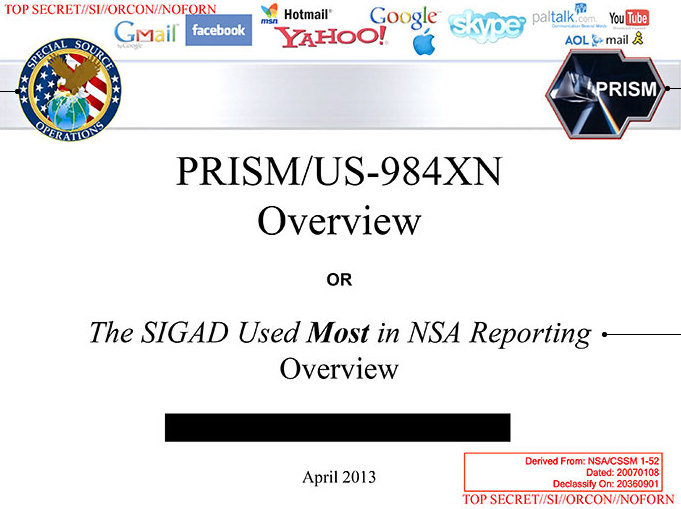
اسلاید آغازین
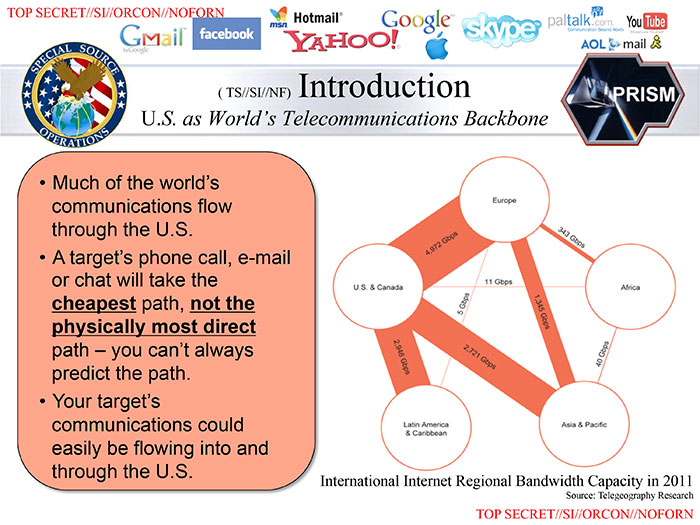
اسلایدی که نشان می‌دهد چگونه ارتباطات مخابراتی جهان از آمریکا می‌گذرند.
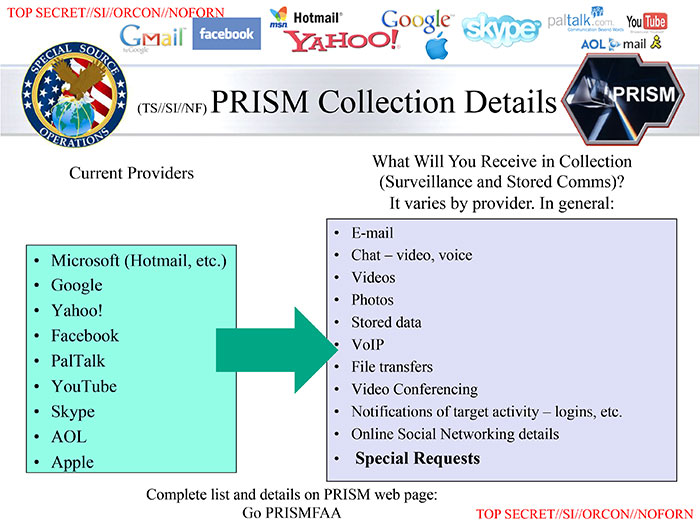
جزئیات ارتباطاتی که پریزم، گردآوری می‌کند.
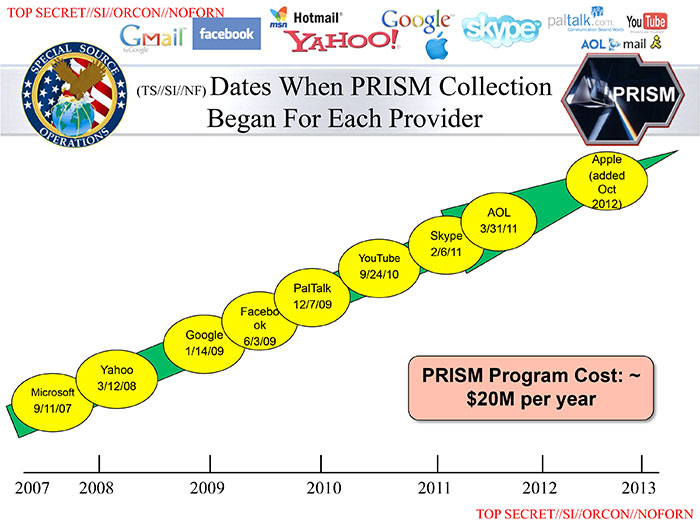
شرکت‌های همکار با پریزم (گوگل، فیس‌بوک، مایکروسافت، اپل، اسکایپ، یوتیوب، یاهو!، اسپرینت، تی-موبایل، ای‌تی اند تی، اینتل، و پالتاک)
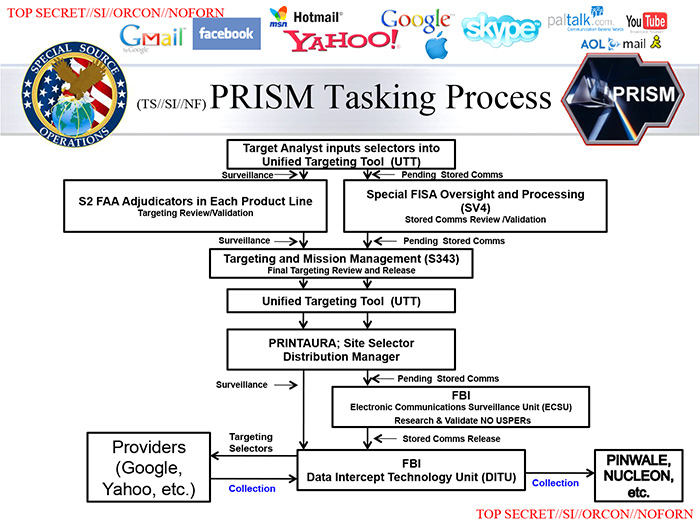
چگونگی فرایند پریزم
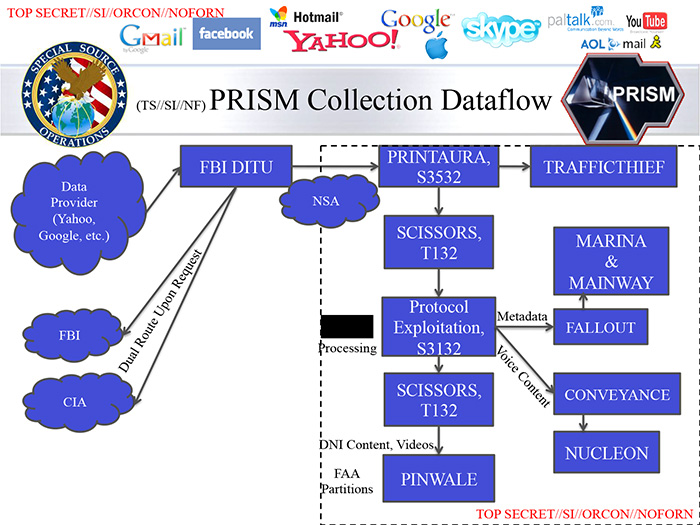
گردآوری گردش داده با پریزم
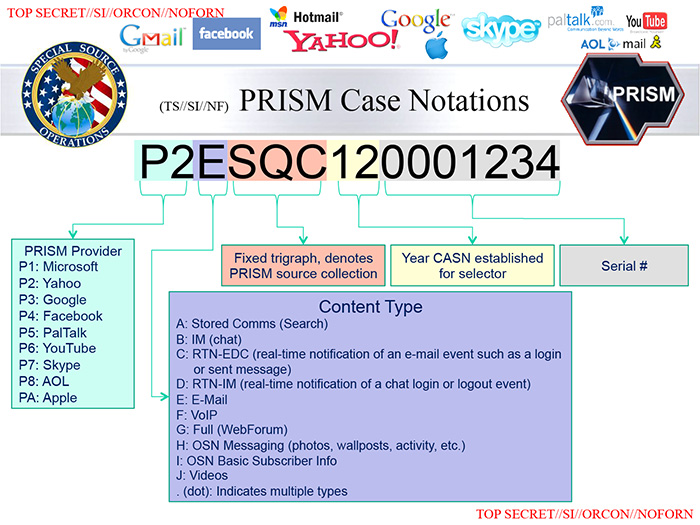
شماره پرونده‌های پریزم
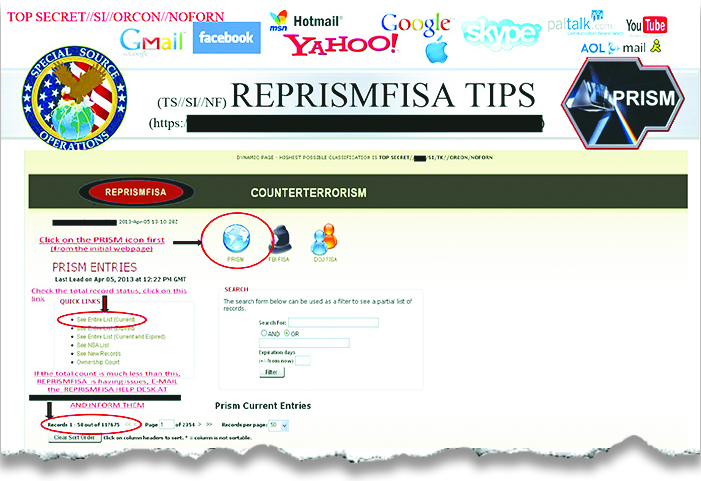
نرم‌افزار تحت وب REPRISMFISA
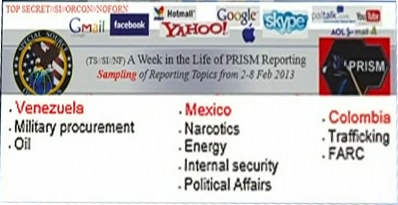
هدف‌های پریزم
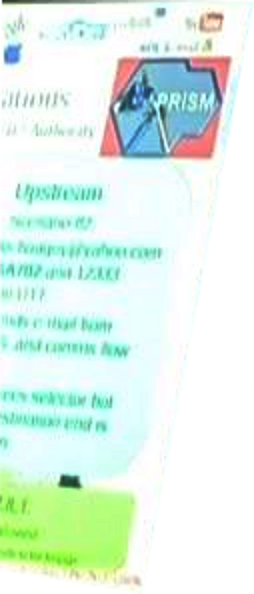
"آپ استریم کالکشن", FAA702, EO 12333, و اشاره به yahoo.com به ویژه در متن.
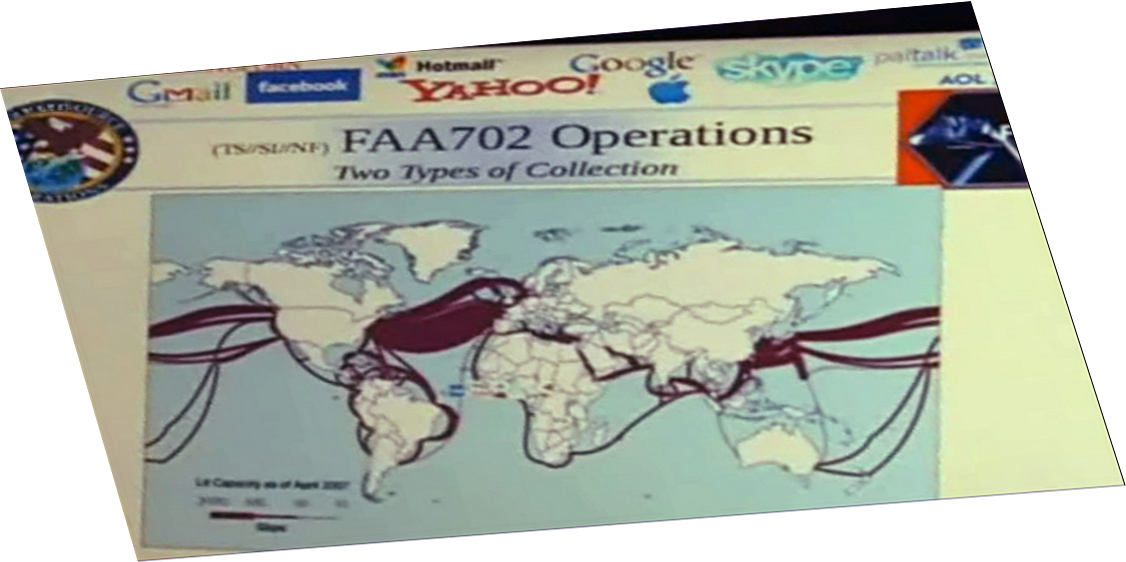
عملیات و نقشه FAA702
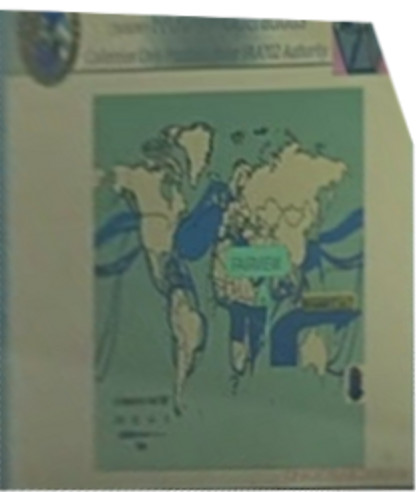
عملیات و نقشه FAA702. در زیر نقشه نوشته شده: "گردآوری، تنها با حکم دادگاه بر پایه بخش ۷۰۲ متمم‌های لایحه ۲۰۰۸ لایحه نظارت بر اطلاعات خارجی ۱۹۷۸ ممکن است." در میانه اسلاید نوشته: فرویو (برنامه نظارتی).
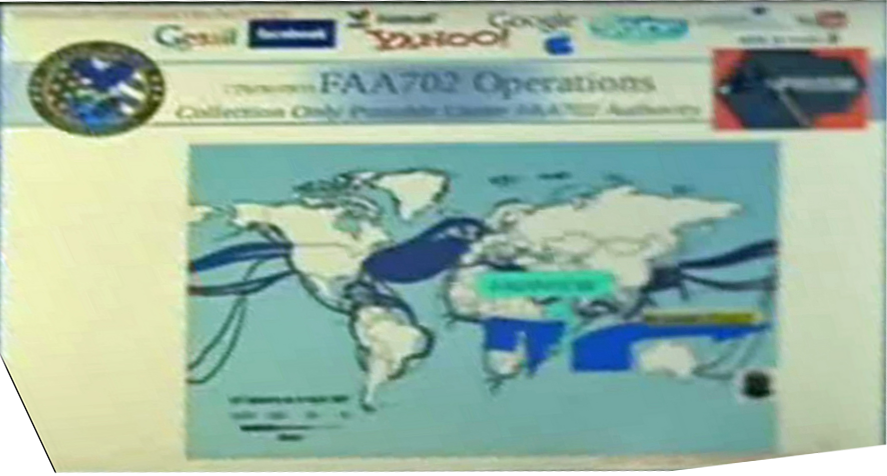
عملیات و نقشه FAA702. در زیر نقشه نوشته شده: "گردآوری، تنها با حکم دادگاه بر پایه بخش ۷۰۲ متمم‌های لایحه ۲۰۰۸ لایحه نظارت بر اطلاعات خارجی ۱۹۷۸ ممکن است." در وسط اسلاید نوشته: استورم‌برو.
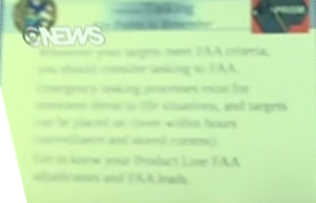
نکات مهم. رونوشت: هنگامی که هدفی با سنجه‌های لایحه نظارت بر اطلاعات خارجی، سازگار است باید از دادگاه لایحه نظارت بر اطلاعات خارجی، درخواست مجوز کند. فرآیند فوری نیز برای تهدیدهای فوری جانی وجود دارد. نظارت و داده نگهداری‌شده هدف می‌تواند در چند ساعت [ناسازگار با سنجه] انگاشته شود. قاضی‌ها و رهبران پیشبر لایحه نظارت بر اطلاعات خارجی را بشناس.

در ۲۱ اکتبر ۲۰۱۳ روزنامه فرانسوی لو موند اسلایدهای تازه‌ای از پریزم را از فایل PRISM/US-984XN Overview فاش کرد (صفحه‌های ۴، ۷، و ۸). در نوامبر ۲۰۱۳ روزنامه بریتانیایی گاردین اسلایدهای تازه‌ای از پریزم را فاش کرد (صفحه‌های ۳ و ۶) و از یک سو، پریزم را با آپ استریم کالکشن مقایسه کرد و از سوی دیگر به بررسی همکاری مرکز عملیات تهدید آژانس امنیت ملی و اداره تحقیقات فدرال (اف‌بی‌آی) پرداخت.
انبار ویکی‌مدیا گروهی از اسلایدهای پاورپوینت‌های فاش شده را به همراه دیگر اسناد مرتبط در خود دارد.

## برنامه
پریزم برنامه‌ای از بخش عملیات منبع ویژه آژانس امنیت ملی است. بنا به رسم اتحادهای اطلاعاتی آژانس امنیت ملی، بیش از ۱۰۰ شرکت آمریکایی از دهه ۱۹۷۰ (میلادی) با آن همکاری می‌کنند. برنامه پیشین آن به نام «برنامه نظارت بر تروریست‌ها» پس از حملات ۱۱ سپتامبر به ریاست‌جمهوری جرج دابلیو بوش آغاز شد. اما به خاطر غیرقانونی بودن به تندی از آن انتقاد شد. زیرا دستورهای قضایی لازم از دادگاه نظارت بر اطلاعات خارجی گرفته نشده بود. پریزم تاییدیه دادگاه نظارت بر اطلاعات خارجی را دریافت کرد.

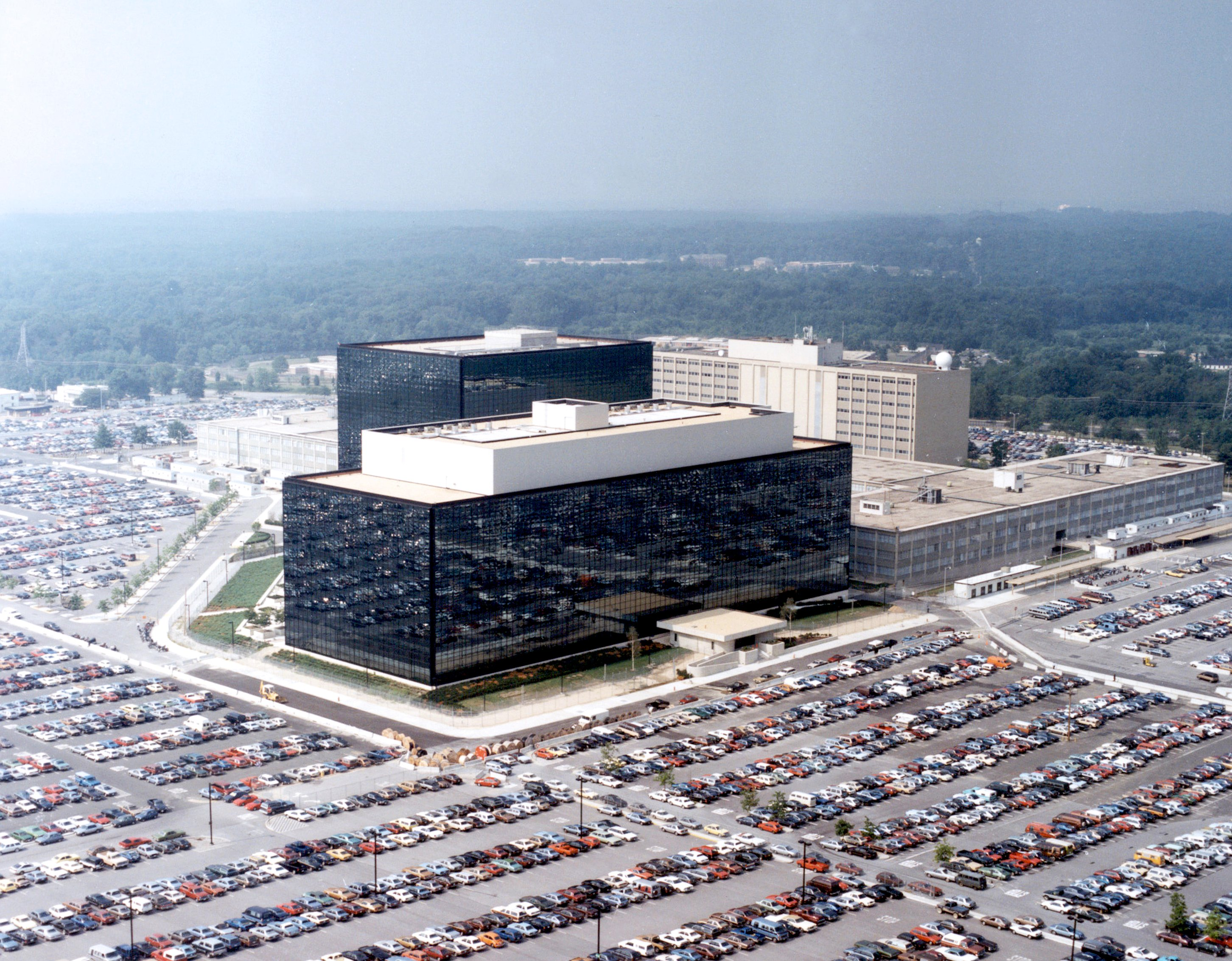
ستاد آژانس امنیت ملی در فورت جورج جی. مید، مریلند، ایالات متحده آمریکا

پریزم با مدیریت جرج دابلیو بوش بر پایه لایحه حفاظت از آمریکا ۲۰۰۷ و متمم‌های لایحه ۲۰۰۸ لایحه نظارت بر اطلاعات خارجی ۱۹۷۸ آغاز به کار کرد. این برنامه، شرکت‌های بخش خصوصی را که در گردآوری اطلاعات با دولت آمریکا همکاری می‌کنند از کنش‌های قانونی مصون می‌دارد. در سال ۲۰۱۲ (میلادی) در دوره ریاست‌جمهوری باراک اوباما این لایحه توسط کنگره ایالات متحده آمریکا برای یک دوره پنج‌ساله تا دسامبر ۲۰۱۷ تمدید شد. بر پایه رجیستر متمم‌های لایحه ۲۰۰۸ لایحه نظارت بر اطلاعات خارجی ۱۹۷۸ به‌طور ویژه‌ای به آژانس‌های اطلاعاتی اجازه می‌دهد که بدون نیاز به حکم قضایی تا یک هفته بر تماس تلفنی، ایمیل یا دیگر روش‌های ارتباطی شهروندان آمریکا با کَس دیگری در خارج از آمریکا نظارت کنند.
جزئی‌ترین تعریف پریزم را می‌توان در گزارشی دربارهٔ روش‌های گردآوری اطلاعات آژانس امنیت ملی تحت بخش ۷۰۲ متمم‌های لایحه ۲۰۰۸ لایحه نظارت بر اطلاعات خارجی ۱۹۷۸ یافت که در ۲ ژوئیه ۲۰۱۴ هیئت نظارت بر آزادی‌های شخصی و همگانی منتشر کرد.
بر پایه این گزارش، پریزم تنها برای گردآوری ارتباطات اینترنتی و نه گفتگوی تلفنی استفاده می‌شود. ارتباطات اینترنتی به شکل توده‌ای گردآوری نمی‌شوند و هدفمند کار می‌کنند. تنها ارتباطاتی که به/از انتخاب‌گر ویژه (مانند ایمیل) جابجا می‌شوند ردیابی می‌شوند. تحت پریزم، گردآوری بر پایه کلید واژه یا نام انجام نمی‌شود.
فرایند گردآوری واقعی در واحد فناوری رهگیری داده اداره تحقیقات فدرال (اف‌بی‌آی) انجام می‌شود. اداره تحقیقات فدرال (اف‌بی‌آی) به نمایندگی از آژانس امنیت ملی انتخابگرها را به شرکت‌های رساننده خدمات اینترنتی می‌فرستد که در گذشته، بر پایه رهنمود بخش ۷۰۲ کار می‌کردند. بر پایه این رهنمود، رساننده خدمات اینترنتی قانونا موظف است که همه ارتباطات به/از انتخابگرهای مشخص‌شده از سوی دولت را به واحد فناوری رهگیری داده بفرستند. سپس واحد فناوری رهگیری داده این ارتباطات را به آژانس امنیت ملی می‌فرستد. این داده در آنجا بر پایه نوع در پایگاه داده‌های گوناگون نگهداری می‌شود.
هم درونمایه و فراداده داده که پیش از آن با پریزم گردآوری شده‌است ممکن است برای جستجوی شناسایی افراد آمریکایی یا غیر آمریکایی استفاده شود. این نوع جستجوها به نام "جستجوی درب پشتی" (درب پنهانی) شناخته می‌شوند و آژانس امنیت ملی، اداره تحقیقات فدرال (اف‌بی‌آی) و سازمان اطلاعات مرکزی (سیا) آن را انجام می‌دهند. هر یک از این آژانس‌ها از دستورالعمل‌ها و پادمان‌های کمی متفاوتی استفاده می‌کنند تا از جستجوهایی که به شناسایی افراد آمریکایی می‌انجامند خودداری کنند.

### گستردگی برنامه
اسلایدهای پرونده پرزنت درون‌سازمانی که در رسانه‌های گوناگون افشا شد نشان می‌دهند که آژانس امنیت ملی می‌تواند یک‌طرفه به داده دسترسی داشته باشد و نظارت گسترده و عمیقی را بر ارتباطات زنده و اطلاعات نگهداری‌شده انجام دهد. نمونه این اطلاعات، ایمیل، تماس صوتی، تصویری، یا نگاره‌ای، صدا روی پروتکل اینترنت (مانند اسکایپ)، جابجایی پرونده، و جزئیات شبکه‌های اجتماعی هستند. ادوارد اسنودن جمع‌بندی کرد که "در کل، واقعیت این است که اگر یک واکاو آژانس اطلاعات مرکزی، اداره تحقیقات فدرال، سازمان اطلاعات مرکزی، آژانس اطلاعات دفاعی یا مانند آنها به جستجوی پایگاه داده شنود الکترونیک دسترسی داشته باشد می‌تواند هر گونه اطلاعاتی را که می‌خواهد به‌دست آورد.
بر پایه واشینگتن پست، واکاوهای اطلاعاتی که در داده پریزم جستجو می‌کنند از گزاره‌هایی استفاده می‌کنند که به آنها در شناسایی هدفمند ارتباطات مشکوک اهداف، کمک می‌کند. واکاو باید دست‌کم ٪۵۱ مطمئن باشد که هدف، شهروند آمریکا نیست. اما در هنگام فرایند ممکن است غیرعمدی، برخی از داده شهروندان آمریکایی نیز گردآوری شود. در هنگام آموزش واکاوها به آنها گفته می‌شود که اگرچه آنها باید گردآوری اتفاقی داده آمریکایی‌ها را به صورت دوره‌ای گزارش کنند اما "این موضوع، چیز نگران کننده‌ای نیست."
بر پایه گاردین، آژانس امنیت ملی به گفتگوها، و ایمیل‌های هات‌میل، و اسکایپ دسترسی دارد. زیرا شرکت مایکروسافت امکان نظارتی را فراهم آورده که به پریزم اجازه می‌دهد پیش از رمزنگاری ارتباط، درونمایه آن رهگیری شود.
بر پایه گلن گرینوالد در گاردین حتی واکاوهای رده پایین آژانس امنیت ملی اجازه دارند بدون نظارت یا حکم قضایی، ارتباطات و اسناد آمریکایی‌ها و دیگر مردم جهان (مانند ایمیل‌ها، تماس‌های تلفنی، و پرونده‌های مایکروسافت ورد) را جستجو و شنود کنند.
همچنین پایگاه داده آژانس امنیت ملی به واکاوها اجازه می‌دهد که هر چیزی را که آژانس امنیت ملی سال‌ها نگهداری کرده یا کسی در اینترنت گشته یا در جستجوگر گوگل جستجو کرده را رهگیری کنند. همچنین برنامه ایکس‌کی‌اسکور می‌تواند دربارهٔ کنش‌های کنونی یا احتمالی آینده آن ایمیل یا نشانی آی‌پی هشدار دهد.

### نگاه کوتاه
| نمادگر کنش | مقام قضایی                                                   | هدف‌های اصلی | گونه اطلاعات گردآوری‌شده | پایگاه داده همراه                                                               | نرم‌افزارهای همراه                   |
| ---------- | ------------------------------------------------------------ | --- | --- | ------------------------------------------------------------------------------- | ----------------------------------- |
| US-984XN   | بخش ۷۰۲ متمم‌های لایحه ۲۰۰۸ لایحه نظارت بر اطلاعات خارجی ۱۹۷۸ | شناخته شده: - ونزوئلا - آماده‌سازی‌های نظامی - نفت خام - مکزیک - مواد مخدر - انرژی - امنیت ملی - امور سیاسی - کلمبیا - قاچاق انسان - فارک | گونه داده، بستگی به شرکت فناوری ارتباطات دارد: - ایمیل - صدا روی پروتکل اینترنت - ویدئو - داده نگهداری‌شده - VoIP - جابجایی پرونده - ویدئو کنفرانس - آگاهی از کنش‌های هدف، مانند ورود به حساب کاربری - جزئیات شبکه‌های اجتماعی - درخواست‌های ویژه | شناخته شده: - آشفتگی - مارینا - مین‌وی - FALLOUT - پین‌ویل - CONVEYANCE - NUCLEON | شناخته شده: - ابزار هدف‌گیری یکپارچه |

## واکنش به رسوایی‌ها

### دولت فدرال آمریکا

#### شاخه اجرایی
کوتاه زمانی پس از انتشار گزارش‌های گاردین و واشینگتن پست، اداره‌کننده اطلاعات ملی، جیمز کلپر در ۷ ژوئن ۲۰۱۳ در بیانیه‌ای تأیید کرد که برای نزدیک به شش سال دولت آمریکا از شرکت‌های بزرگ فناوری اطلاعات مانند فیس‌بوک برای گردآوری اطلاعات از مردم خارج از آمریکا برای دفاع در برابر تهدیدهای امنیت ملی استفاده می‌کرده‌است. در بخشی از بیانیه آمده که "نوشتارهای گاردین و واشینگتن پست به گردآوری داده بر پایه بخش ۷۰۲ لایحه نظارت اطاعات خارجی اشاره می‌کنند. اما بی‌دقتی‌های زیادی در آنها وجود دارد." همچنین "بخش ۷۰۲، بندی از لایحه نظارت اطاعات خارجی است که برای آسان‌سازی گردآوری اطلاعات از غیر آمریکایی‌های خارج از آمریکا طراحی شده است. این برنامه، هیچ‌یک از شهروندان آمریکایی یا دیگر آمریکایی‌ها، یا هرکسی را که در آمریکا زندگی می‌کند عمدا هدف قرار نمی‌دهد." کلپر نتیجه‌گیری کرد که "افشای غیر قانونی اطلاعات به این مهمی و برنامه کاملا قانونی، سرزنش کردنی است و حفاظت‌های مهم برای امنیت آمریکایی‌ها را به خطر می‌اندازد." در ۱۲ مارس ۲۰۱۳ کلپر به کمیته منتخب سنای ایالات متحده آمریکا در امور اطلاعاتی گفت که آژانس امنیت ملی از قصد، اطلاعات صدها میلیون آمریکایی را گردآوری نمی‌کند. بعدها کلپر اعتراف کرد که گفته‌های او در ۱۲ مارس دروغ بودند یا به گفته خودش "من چیزی را گفتم که از دید خودم راستگویانه‌ترین پاسخ بود یا کمترین دروغ را داشت."

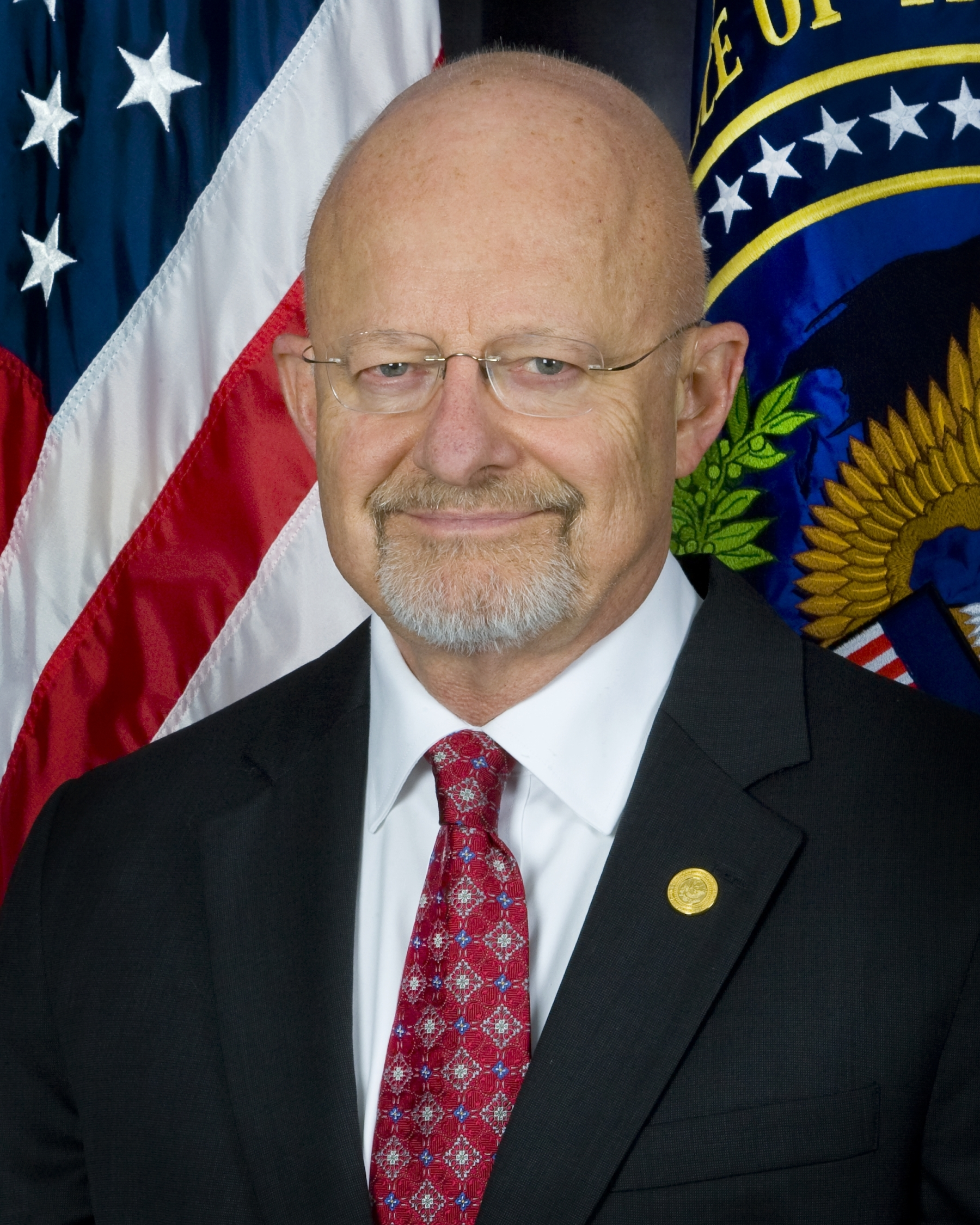
جیمز کلپر اداره‌کننده اطلاعات ملی در هنگام افشای اسناد

در ۷ ژوئن ۲۰۱۳ باراک اوباما با اشاره به پریزم و برنامه شنود تلفنی آژانس امنیت ملی گفت: "چیزی که وجود دارد این است که دو برنامه وجود داشتند که در آغاز از سوی کنگره تایید شدند و این تاییدیه همیشه از سوی کنگره، تمدید شده است. اکثریت هر دو حزب آن را تایید کردند. مرتبا به کنگره درباره چگونگی کارکرد آن گزارش داده می‌شود. پادمان‌های زیادی وجود دارند و قاضی‌های فدرال بر همه روند برنامه نظارت می‌کنند." او همچنین گفت: "شما نمی‌توانید ٪۱۰۰ امنیت را به همراه ٪۱۰۰ حریم شخصی و بدون هیچ ناخوشی داشته باشید. ما به عنوان یک جامعه باید انتخاب کنیم." در بیانیه‌های دیگری مقام‌های دولتی اوباما (بدون آوردن نام آن‌ها در منبع) گفتند که از سال ۲۰۰۹ تا ژوئن ۲۰۱۳ به کنگره آمریکا ۱۳ بار گزارش داده شده‌است.
در ۸ ژوئن ۲۰۱۳ اداره‌کننده اطلاعات ملی، جمیز کلپر در بیانیه دیگری به همراه یک گزاره‌برگ، اطلاعات بیشتری دربارهٔ پریزم منتشر کرد. او گفت: پریزم یک سامانه رایانه‌ای درون دولتی است که با نظارت دادگاه، تحت بخش ۷۰۲ لایحه نظارت بر اطلاعات خارجی کد ایالات متحده آمریکا ۵۰ § ۱۸۸۱آ، گردآوری قانونی اطلاعات از شرکت‌های رساننده خدمات اینترنتی را برای دولت آسان‌تر می‌کند." در گزاره‌برگ آمده که "کنش‌های نظارتی که در گاردین و واشینگتن پست منتشر شده‌اند قانونی هستند و مقام‌های قضایی و کنگره از آن آگاه بوده و درباره آن گفتگو کرده‌اند." همچنین "حکومت فدرال ایالات متحده آمریکا به شکل یکجانبه اطلاعات را از سرورهای شرکت‌های رساننده خدمات اینترنتی گردآوری نمی‌کند. همه اطلاعات به‌دست آمده بر پایه تایید دادگاه لایحه نظارت بر اطلاعات خارجی و حکم دادستان کل ایالات متحده آمریکا و اداره‌کننده امنیت ملی گردآوری می‌شوند. به دادستان کل آمریکا که بر روند قضایی لایحه نظارت بر اطلاعات خارجی نظارت می‌کند هر شش ماه گزارش بی‌مانند و کاملی در پاسخگویی به عملکردها داده می‌شود." سناتورهای حزب دموکرات (ایالات متحده آمریکا) مارک یودال و ران وایدن که عضو کمیته منتخب سنای ایالات متحده آمریکا در امور اطلاعاتی هستند پس از انتشار گزاره‌برگ به غیر دقیق بودن آن انتقاد کردند. رئیس‌کل [آن هنگام] آژانس امنیت ملی کیث بی آلکساندر به وجود این خطاها اذعان کرد و گفت: "گزاره‌برگ می‌توانست دقیق‌تر باشد" که نیاز دولت به گردآوری اطلاعات از ایمیل و دیگر روش‌های ارتباطی از شرکت‌های رساننده خدمات اینترنتی آمریکا را بیان کند. در ۲۶ ژوئن ۲۰۱۳ گرازه‌برگ از وبگاه آژانس امنیت ملی برداشته شد.

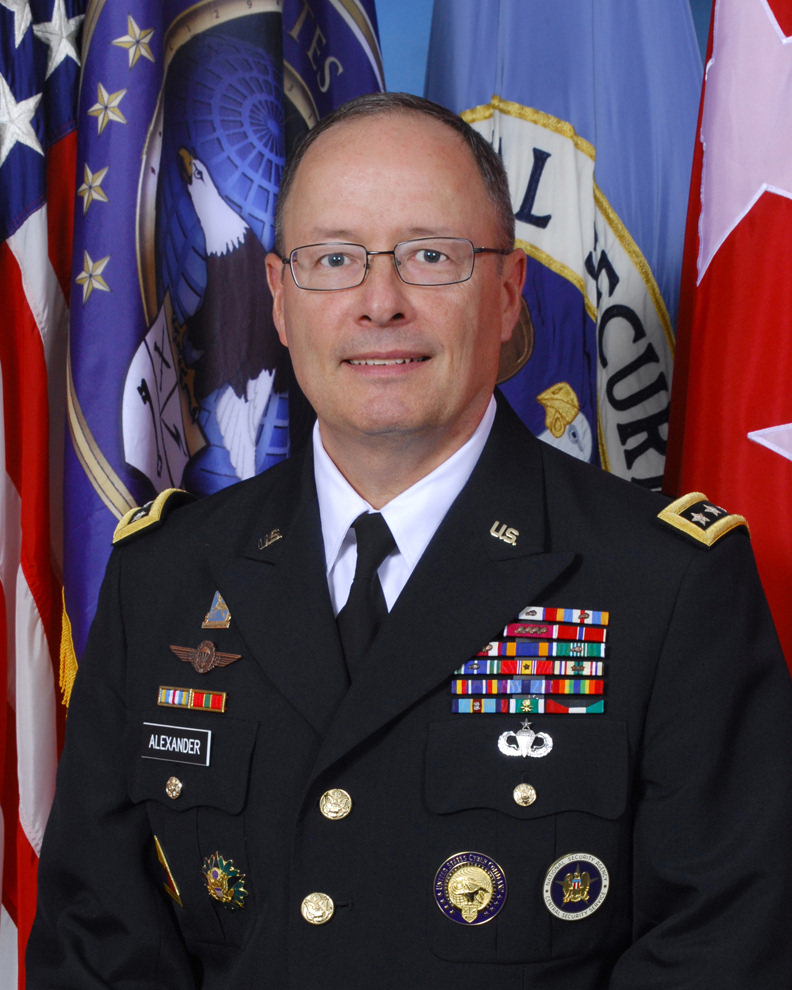
کیث بی آلکساندر رئیس آژانس امنیت ملی در هنگام افشای اسناد

در یک نشست پشت درهای بسته سنای آمریکا در ۱۱ ژوئن ۲۰۱۳ رئیس اداره تحقیقات فدرال (اف‌بی‌آی) رابرت مولر گفت که افشاگری ادوارد اسنودن "باعث آسیب چشمگری به امنیت کشور و جامعه ما شده است." در همان نشست، دفاع کیث بی آلکساندر رئیس آژانس امنیت ملی به سرعت از سوی مارک یودال و ران وایدن مورد انتقاد قرار گرفت که گفته بود گواهی نیست که برنامه آژانس امنیت ملی "اطلاعات ارزشمند منحصر به فردی" به‌دست آورده باشد. آن دو در بیانیه مشترکی نوشتند: "شهادت دیروز کیث بی آلکساندر پیشنهاد می‌کند که گردآوری فله‌ای گفتگوهای تلفنی به خنثی‌سازی چندین حمله تروریستی کمک کرده، اما به نظر می‌رسد همه نقشه‌های تروریستی که او عنوان کرده با گردآوری اطلاعات با استفاده از روش‌های دیگر اطلاعاتی، شناسایی شده باشند."
در ۱۸ ژوئن ۲۰۱۸ کیث بی آلکساندر رئیس آژانس امنیت ملی در یک نشست علنی پیش از کمیته منتخب سنای ایالات متحده آمریکا در امور اطلاعاتی گفت که بین سال‌های ۲۰۰۱ (میلادی) تا ۲۰۱۳ نظارت اطلاعاتی به پیشگیری دست‌کم ۵۰ حمله تروریستی در سراسر جهان انجامیده است و دست‌کم ۱۰ تای آن‌ها قرار بود در خاک آمریکا باشند و نظارت اینترنتی پریزم به شناسایی بیش از ٪۹۰ آن‌ها انجامید. بر پایه سوابق دادگاه، یک نمونه از حمله‌های تروریستی که کیث بی آلکساندر به دادگاه داده بود حمله القاعده به بورس نیویورک بود. چندین سناتور به جیمز کلپر رئیس آژانس امنیت ملی نامه نوشتند و از او خواستند که نمونه‌های دیگری را نشان دهد.
در ۲۴ ژوئن ۲۰۱۳ مقام‌های اطلاعاتی آمریکا که نامی از آن‌ها برده نشده گفتند که پس از افشاگری ادوارد اسنودن، گروه‌های تروریستی روش‌های ارتباطی خود را تغییر داده‌اند تا از نظارت‌های اطلاعاتی بگریزند.

#### شاخه قانون‌گذاری
در برابر واکنش‌های سریع و قانونی کنگره آمریکا تا پیش از افشای اسناد، پس از آن، کنگره، حرف زیادی برای گفتن نداشت. بسیاری از قانون‌گذاران به بهانه فوق محرمانه بودن پریزم از گفتگو دربارهٔ آن سر باز زدند. دیگران نیز گفتند که از وجود پریزم آگاه نبودند. پس از بیانیه دفتر ریاست‌جمهوری اوباما و اداره‌کننده اطلاعات ملی، برخی قانون‌گذاران واکنش نشان دادند:
سناتور جان مک‌کین
۹ ژوئن: "ما لایحه میهن‌دوستی را تصویب کردیم. ما بندهای ویژه‌ای از لایحه را تصویب کردیم که به این برنامه، امکان اجرا می‌داد."

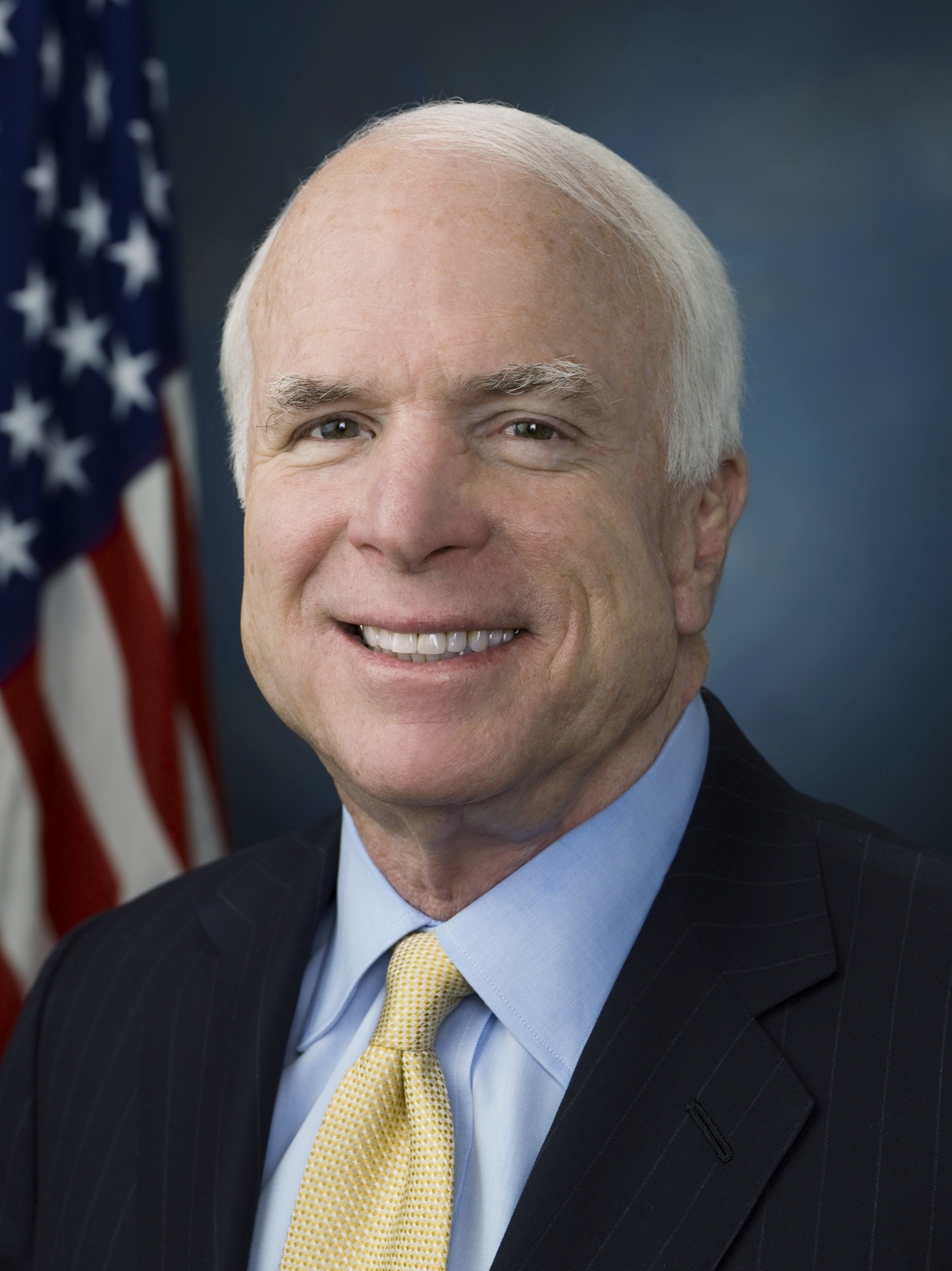
جان مک‌کین سناتور پشتیبان نظارت گسترده پریزم

سناتور داین فاینستاین، رئیس کمیته اطلاعاتی سنا
۹ ژوئن: "این برنامه‌ها قانونی هستند"، "بخشی از وظیفه ما امن نگه‌داشتن آمریکا است"، "اطلاعات انسانی (جاسوسی مامور اطلاعاتی) نمی‌تواند چنین کاری انجام دهد."
۹ ژوئن: "نمونه‌ای از خوبی‌های برنامه – توطئه‌ها را مختل کرده است، جلوی حمله‌های تروریستی را گرفته است، همه اینها اطلاعات طبقه‌بندی‌شده شده‌اند، این چیزی است که کار با آن را مشکل می‌کند."
۱۱ ژوئن: "همه چیز خوب بود... ما از کیث بی الکساندر خواستیم که آن را از طبقه‌بندی خارج کند. زیرا (برای مردم و قانون‌گزاران) کمک‌کننده است (تا درک بهتری از کنش‌های اطلاعاتی داشته باشند). باید از طبقه‌بندی خارج‌شدن اطلاعات را ببینم. اطمینان دارم که برای مردم، گیرا است."
سناتور رند پال
۹ ژوئن: "من می‌خواهم بدانم که آیا می‌توانم این موضوع را در دادگاه عالی آمریکا به چالش بکشم. می‌خواهم از شرکت‌های رساننده خدمات اینترنتی و همه شرکت‌های تلفنی بپرسم که از کاربران خود بخواهند که در این شکایت قانونی به من بپیوندند."

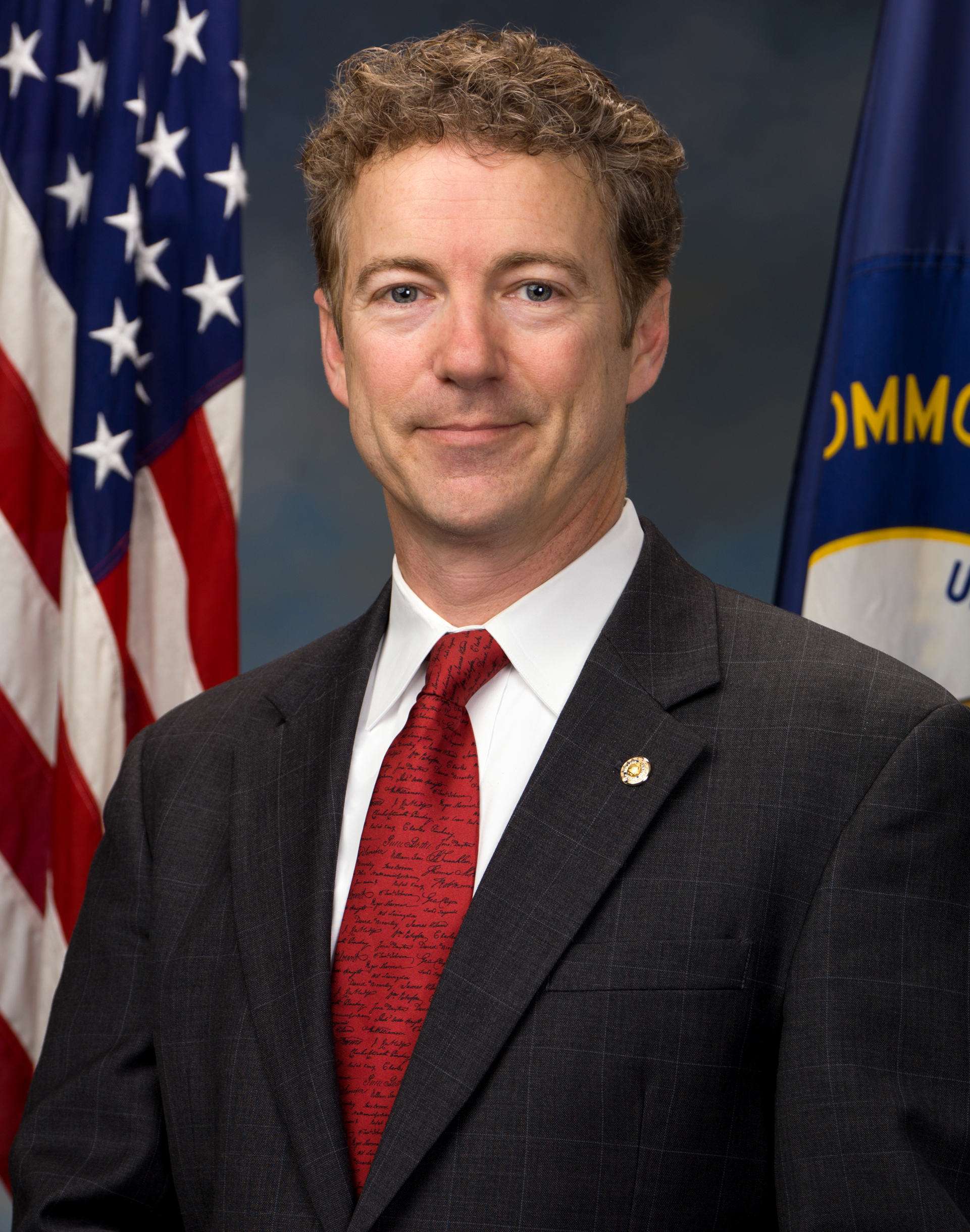
رند پال سناتور مخالف نظارت گسترده پریزم

سناتور سوزان کولینز، عضو کمیته اطلاعاتی سنا و عضو پیشین کمیته اطلاعاتی کشور
۱۱ ژوئن: "با جو لیبرمن در جلسه تهدید ماهانه گفتگو کردم. اما به این اطلاعات گردآوری‌شده سطح بالا دسترسی نداشتم" و "چگونه می‌توانید درباره برنامه‌ای که از وجود آن آگاهی ندارید سؤال بپرسید؟"
نماینده جیمز سنسنبرنر، پشتیبان ارشد لایحه میهن‌دوستی
۹ ژوئن: "این بسیار بیش از آن چیزی است که لایحه میهن‌دوستی اجازه می‌دهد." "بار دیگر ثابت شد این ادعای رئیس‌جمهور اوباما که می‌گفت این شفاف‌ترین دولت تاریخ است که نادرست است. در اصل به نظر می‌آید که هیچ دولتی این چنین از نزدیک و دقیق، زندگی آمریکایی‌های بی‌گناه را زیر نظر نگرفته است."
نماینده مایک راجرز، رئیس کمیته منتخب دائمی در امور اطلاعات
۹ ژوئن: "یکی از چیزهایی که ما مسئول آن هستیم امن نگه داشتن آمریکا، و همچنین حفاظت از آزادی‌های شهروندی و حریم شخصی است. فکر می‌کنم ما در پریزم به هر دو مورد دست یافته‌ایم."
۹ ژوئن: "در این چند سال اخیر از این برنامه استفاده شد تا از حمله‌های تروریستی در آمریکا جلوگیری شود. ما این را می‌دانیم. این مهم است. حس می‌کنم به این دست یافته‌ایم و از این برنامه استفاده شده تا مطمئن شویم هیچ پیوند بین‌المللی با هیچ حمله تروریستی که حدس زده می‌شود در آمریکا قرار است روی دهد وجود ندارد. بنابراین بسیار ارزشمند است."
سناتور مارک یودال

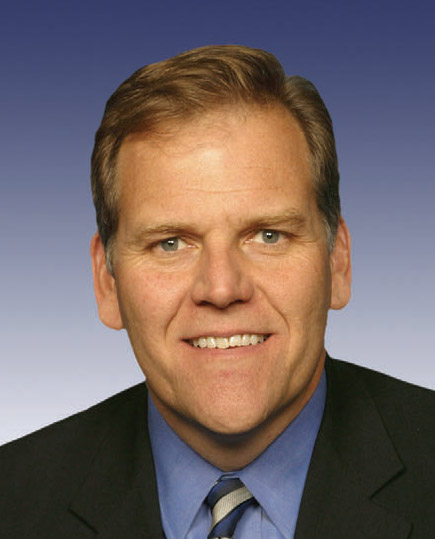
مایک راجرز سناتور پشتیبان نظارت گسترده پریزم

۹ ژوئن: "فکر می‌کنم مردم آمریکا از بزرگی این نظارت و اندازه داده‌ای که گردآوری می‌شود آگاه نبودند یا نیستند. فکر می‌کنم که ما باید لایحه میهن‌دوستی را دوباره بررسی کنیم و محدودیت‌هایی را برای داده‌ای که آژانس امنیت ملی گردآوری می‌کند وضع کنیم. این باید مقدس باشد و باید توازن برقرار شود. آرمان من این است. بیایید گفتگو کنیم. بیایید رو راست باشیم. بیایید این لایحه را بررسی کنیم."
نماینده تاد رکیتا
۱۰ ژوئن: "ما هیچ خبر نداشتیم که آنها [دادگاه لایحه نظارت بر اطلاعات خارجی] چه می‌کند. ما هیچ خبر نداشتیم که داوری آنها بر سر چیست و چگونه است."
نماینده لوئیس گوتیرز
۹ ژوئن "ما نشست‌های محرمانه خواهیم داشت و در آنها می‌پرسیم. می‌دانم که درخواست اطلاعات بیشتری خواهم کرد. می‌خواهم بدانم که بزرگی این اطلاعاتی که آنها دِرو می‌کنند برای امنیت ما لازم است و برای آسان‌کردن رخنه به گفتگوهای تلفنی شخصی، فیس‌بوک، و دیگر روش‌های ارتباطی نیست. منظورم این است که هنگامی‌که شما آزادی بیان و حریم شخصی را تضعیف می‌کنید تروریست‌ها برنده می‌شوند."
سناتور ران وایدن
۱۱ ژوئیه: "حس می‌کنم که رئیس‌جمهور دارد درباره گردآوری فله‌ای تماس‌های تلفنی نگران می‌شود و دارند فکر می‌کنند که چگونه کاهش گردآوری اطلاعات را مدیریت کنند. فکر می‌کنم ما داریم به عقب باز می‌گردیم."
به دنبال این گفته‌ها قانون‌گزاران از هر دو حزب در یک نشست پاسخ‌شنوی، پیش از کمیته مجلس ایالات متحده در قوه قضاییه، به مقامات امنیت ملی هشدار دادند که یا باید برنامه‌های نظارتی آژانس امنیت ملی را پاکسازی کنند یا بندهایی از قانون نظارت بر اطلاعات خارجی را که امکان گردآوری گسترده فراداده را می‌دهند از دست خواهند داد. به گفته جیمز سنسنبرنر: "بخش ۲۱۵ این قانون در پایان سال ۲۰۱۵ میلادی به پایان می‌رسد و مشکل اینجاست که درمی‌یابید دیگر تمدید نخواهد شد" و "این قانون و چگونگی انجام بخش ۲۰۵ آن باید دگرگون شود. وگرنه پس از دو سال و نیم آینده آن را نخواهید داشت."

#### شاخه قضایی
افشای اسناد طبقه‌بندی‌شده به نقش دادگاه لایحه نظارت بر اطلاعات خارجی در فراهم‌آوری اجرای برنامه‌های نظارتی دولت اشاره می‌کنند. اما اعضای دادگاه می‌گویند که با دولت، همکاری نمی‌کنند. با وجود این نیویورک تایمز در ژوئیه ۲۰۱۳ گزارش کرد که "در بیش از ۱۲ حکم، دادگاه نظارت ملی، مجموعه قوانین محرمانه‌ای وضع کرده که به آژانس امنیت ملی قدرت می‌دهد به همراه گردآوری داده از مظنونان تروریسم، گسترش دهندگان فناوری هسته‌ای، حمله‌های سایبری، و جاسوسی از مردم عادی آمریکا هم داده گردآوری کنند." پس از آنکه نمایندگان کنگره، دادگاه لایحه نظارت بر اطلاعات خارجی را تحت فشار گذاشتند تا ویرایش‌هایی را از قوانین محرمانه منتشر کند. دادگاه از آن کار خودداری کرد و گفت که این قوانین، دارای اطلاعات طبقه‌بندی شده هستند. رجی والتون که در آن هنگام قاضی لایحه نظارت بر اطلاعات خارجی بود در بیانیه‌ای گفت: "این شیوه فکر که دادگاه، تنها، جای زدن مهر تایید [بر کارهای آژانس امنیت ملی] است کاملا نادرست است. فرایند سختی برای پذیرش یک درخواست شاخه اجرایی (دولت) وجود دارد. در آغاز، پنج وکیل شاخه قضایی هستند که کارشناس امنیت ملی هستند. سپس قاضی‌ها مطمئن می‌شوند که مجوز دادگاه با قوانین اجرایی، سازگار است." بعدها رجی والتون در نامه‌ای به سناتور پاتریک لیهی، اتهام "جای مهر تایید بودن برای جاسوسی‌های دولتی" را رد کرد و نوشت: "آمارهای سالانه که دادستان کل به کنگره می‌دهد -که بارها در مطبوعات از آن به عنوان تایید نرخ سازگاری بیش از ٪۹۹ دادگاه با قانون یاد می‌شود- تنها نشان دهنده شمار درخواست‌های دریافت و بررسی شده در دادگاه است. این آمارها بیانگر این حقیقت نیستند که اغلب پس از آنکه قاضی بسیاری از درخواست‌ها را تایید نمی‌کند به درخواست‌های پیشین یا نهایی تغییر می‌کنند یا حتی کلا از تسلیم نهایی باز می‌مانند."

#### نیروهای مسلح ایالات متحده آمریکا
نیروهای مسلح ایالات متحده آمریکا تأیید کرد که دسترسی هزاران تَن از کارمندان خود در آمریکا، همه کارمندان خود در افغانستان، خاور میانه، و جنوب آسیا به وبگاه گاردین را بست. سخنگوی نیروهای مسلح گفت که برای "بهداشت شبکه" نیروهای مسلح ایالات متحده آمریکا گزارش‌ها و درونمایه برنامه‌های نظارتی دولت را فیلتر کرده و از نمایش هرگونه اطلاعات طبقه‌بندی شده در رایانه‌های طبقه‌بندی نشده جلوگیری می‌کند. در هنگامی که گزارش شد دسترسی به گاردین قطع شده، دسترسی به واشینگتن پست که اطلاعات برنامه‌های نظارتی آژانس امنیت ملی را منتشر می‌کرد قطع نشد.

### واکنش و درگیری دیگر کشورها

#### اتریش
رئیس پیشین دفتر پاسداری از قانون اساسی و ضد تروریسم اتریش گرت-رنه پلی گفت که پریزم را با نام دیگری می‌شناخته و کنش‌های نظارتی در اتریش نیز رخ داده‌اند. او در سال ۲۰۰۹ (میلادی) گفته بود که از آژانس‌های اطلاعاتی آمریکا درخواست‌هایی دریافت کرده که خلاف قوانین اتریش هستند و او اجازه چنین کاری را نداده است.

#### استرالیا
دولت استرالیا گفته که دربارهٔ تأثیر برنامه پریزم و استفاده از مجموعه نظارتی پاین گپ بر حریم شخصی شهروندان استرالیا پژوهش می‌کند. وزیر امور خارجه پیشین استرالیا باب کار گفت که استرالیایی‌ها نباید نگران پریزم باشند چون امنیت سایبری اهمیت زیادی برای دولت استرالیا دارد. وزیر امور خارجه آن هنگام استرالیا جولی بیشاپ گفت که کنش‌های ادوارد اسنودن، خائنانه بودند و از همکاری اطلاعاتی استرالیا با آمریکا دفاع جانانه‌ای کرد.

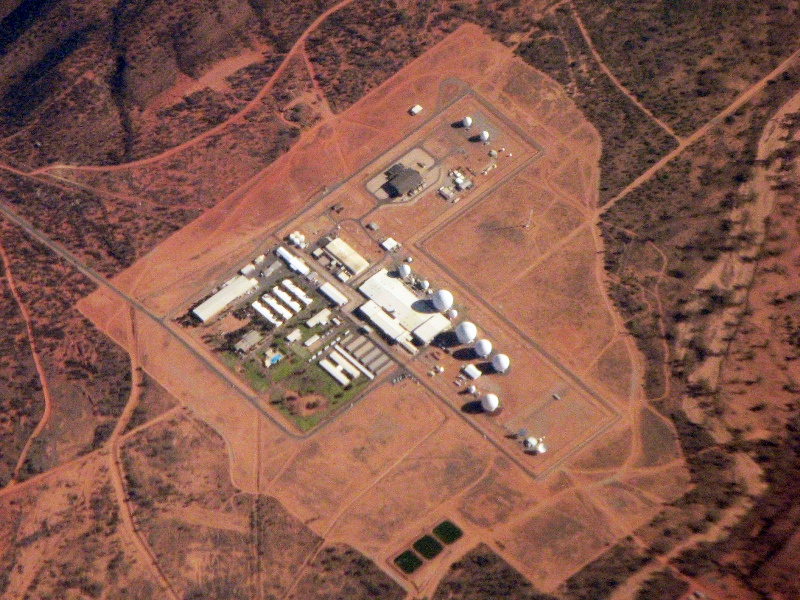
پایگاه شنود الکترونیک پاین گپ در نزدیکی آلیس اسپرینگز قلمرو شمالی (استرالیا) که اداره سیگنال‌های استرالیا مدیریت می‌کند.

#### برزیل
اسناد ادوارد اسنودن نشان می‌دادند که آژانس امنیت ملی، تماس‌های تلفنی و ایمیل‌های رئیس‌جمهور برزیل دیلما روسف را شنود می‌کرده‌است. در واکنش به این خبر، دیلما روسف سفر خود به آمریکا را در اکتبر ۲۰۱۳ لغو کرد و خواهان پوزش رسمی آمریکا شد که انجام آن تا ۲۰ اکتبر ۲۰۱۳ به درازا کشید. او همچنین پیش از سخنرانی در مجمع عمومی سازمان ملل متحد در ۲۴ سپتامبر ۲۰۱۳ با لحن تندی، جاسوسی آمریکا را ناپذیرفتنی دانست. در پیامد آن شرکت هواپیماسازی بوئینگ یک قرارداد جت‌های جنگنده را به ۴/۵ میلیارد دلار از طریق گروه ساب از دست داد.

#### کانادا
آژانس رمزنگاری ملی کانادا به نام تشکیلات امنیت ارتباطات دربارهٔ پریزم گفت: "پریزم توانایی تشکیلات امنیت ارتباطات را در برآوردن پایبندی‌های خود ضعیف می‌کند." دادآور حریم خصوصی کانادا جنیفر استودارت از اینکه استانداردهای کانادا در حفاظت از حریم شخصی اینترنتی مردم کانادا چقدر پایین هستند تاسف خورد و در گزارش خود گفت: "ما از راه خود بسیار دور افتاده‌ایم." "درحالی‌که مقاماتِ حفاظت از داده دیگر کشورها قدرت قانونی دارند که در هنگام سرپیچی جدی، دستورها الزام‌آور صادر کنند جریمه‌های سنگینی وضع کنند و کنش‌های موثری انجام دهند ما تنها یک راه ساده داریم که ترغیب، تشویق، و در بالاترین سطح، احتمال انتشار نام متخلفان است." "هنگامی‌که که می‌خواهیم کاری انجام دهیم به خاطر طرح دعوی زمان‌بر و پرهزینه در دادگاه، دیگر قدرتی برای وادار کردن به انجام پیشنهادهایمان نداریم."

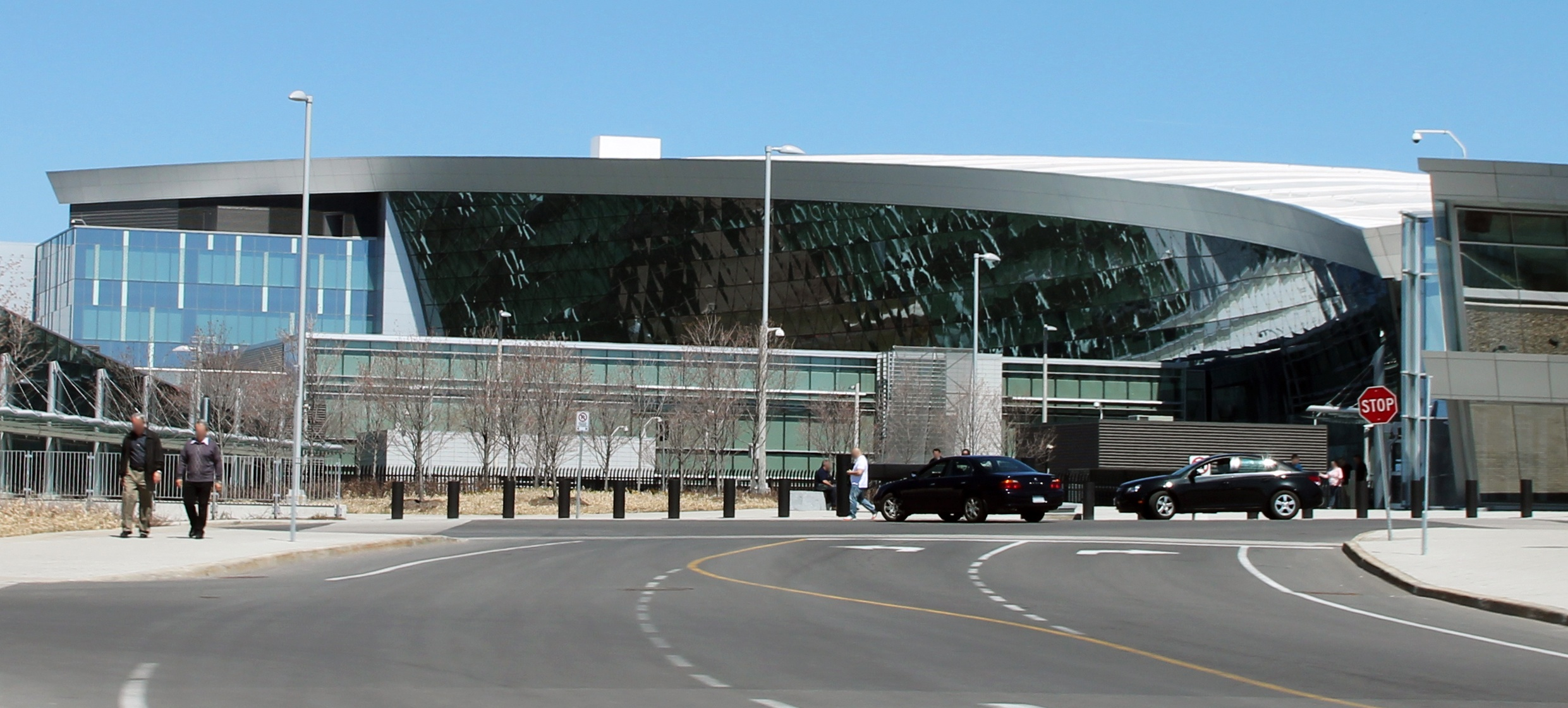
ستاد تشکیلات امنیت ارتباطات کانادا

#### اتحادیه اروپا
در ۲۰ اکتبر ۲۰۱۳ کمیته پارلمان اروپا به توافقی رسیدند که در صورت تصویب، شرکت‌های آمریکایی که می‌خواهند در اروپا کار کنند باید پیش از هماهنگی با حکم‌هایی که در دادگاه‌های آمریکا برای دستیابی به حریم کاربران صادر می‌شوند از مقامات اروپایی تاییدیه بگیرند. گفتگو دربارهٔ این مصوبه دو سال به درازا کشید. رأی به این قانون، تلاش اروپا برای حفاظت از شهروندان اروپایی در برابر جاسوسی‌های گسترده آژانس امنیت ملی آمریکا بود. آلمان و فرانسه نیز گفتگوهای دو سویه‌ای داشتند که از گذر ترافیک ایمیل اروپایی‌ها از سرورهای آمریکایی جلوگیری کنند.

#### فرانسه
در ۲۱ اکتبر ۲۰۱۳ وزیر امور خارجه و اروپای فرانسه لوران فابیوس سفیر آمریکا در فرانسه چارلز ریوکین را به دفتر وزارتخانه در پاریس احضار کرد تا به جاسوسی گسترده آژانس امنیت ملی از شهروندان فرانسه اعتراض کند. در ماه ژوئیه، دادستان‌های پاریس، بررسی‌های نخستین را آغاز کردند. اما فابیوس گفت: "مشخصا ما باید پیشتر برویم" و "باید به سرعت مطمئن شویم که دیگر چنین چیزی روی نمی‌دهد."

#### آلمان
بر پایه گزارش رویترز، آلمان هیچ داده خامی از پریزم دریافت نکرده‌است. صدراعظم آلمان آنگلا مرکل برای اینکه سرشت برنامه پریزم را روشن کند گفت: "اینترنت برای همه ما چیز تازه‌ای است." متیو شوفیلد از دفتر واشینگتن شرکت مکلچی گفت: "مرکل در بیان خود فریاد می‌کشید." رئیس پیشین دفتر پاسداری از قانون اساسی و ضد تروریسم اتریش گرت-رنه پلی در سال ۲۰۱۳ گفت:  برای مقامات آلمانی، "این حرف، چرند و غیر طبیعی است" که وانمود کنند چیزی نمی‌دانند. در اوایل سال ۲۰۱۱ ارتش آلمان از پریزم برای عملیات خود در افغانستان استفاده می‌کرد.

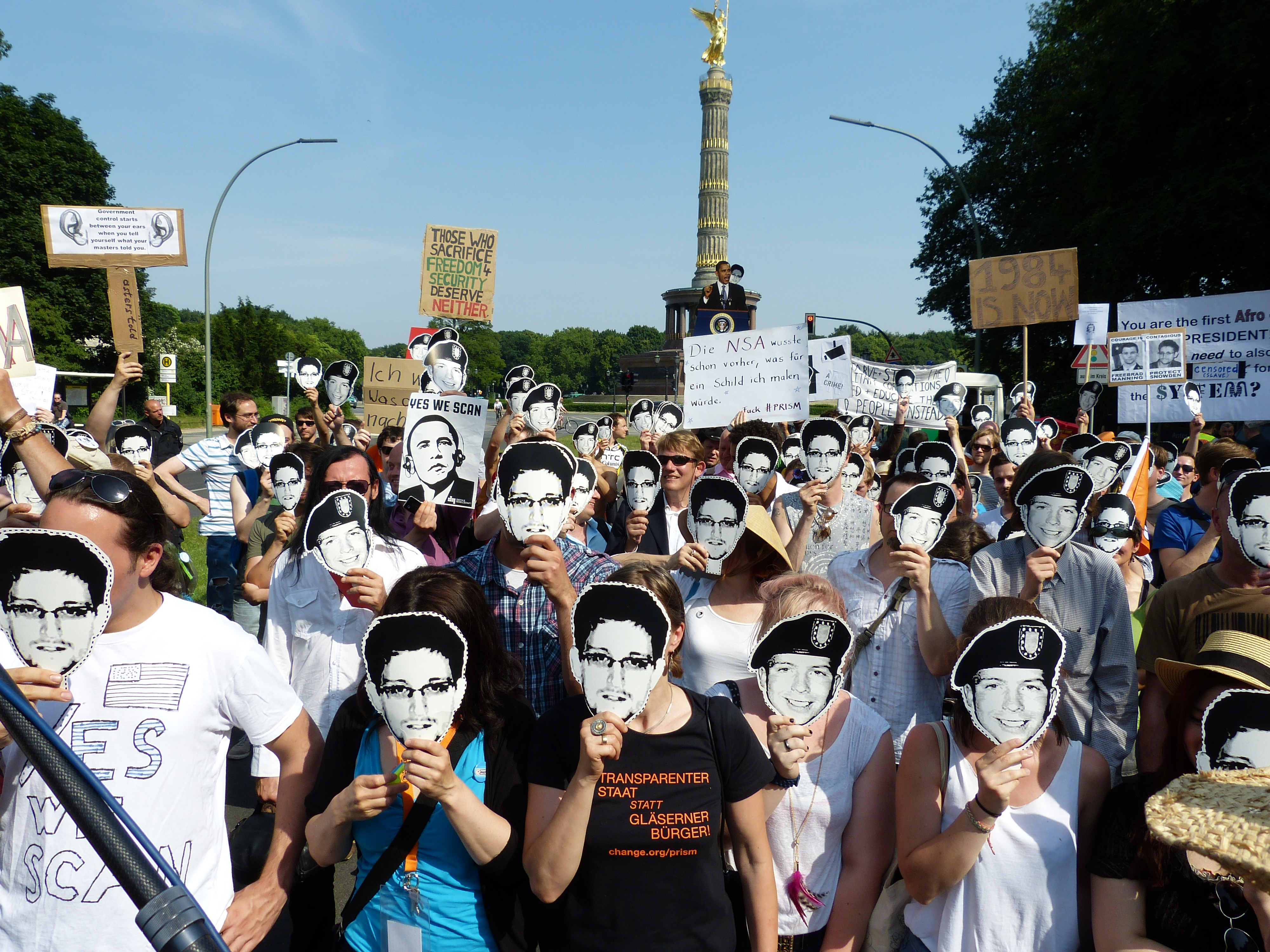
تظاهرات در پشتیبانی از ادوارد اسنودن و چلسی منینگ در برلین آلمان ۱۹ ژوئن ۲۰۱۳

در اکتبر ۲۰۱۳ گزارش شد که آژانس امنیت ملی، تلفن همراه مرکل را شنود می‌کرده‌است. آمریکا این گزارش را رد کرد. اما به دنبال این ادعاها مرکل با اوباما تماس گرفت و گفت: "جاسوسی از دوستان، تحت هیچ سامه‌ای، پذیرفتنی نیست."

#### اسرائیل
روزنامه اسرائیلی کاتالیستدر نوشتار "بیزنس اینسایدر"خود دربارهٔ استفاده احتمالی از فناوری‌های ساخت دو شرکت محرمانه اسرائیل به نام‌های ورینت سیستمز و ناروس در برنامه‌های پریزم نوشت.

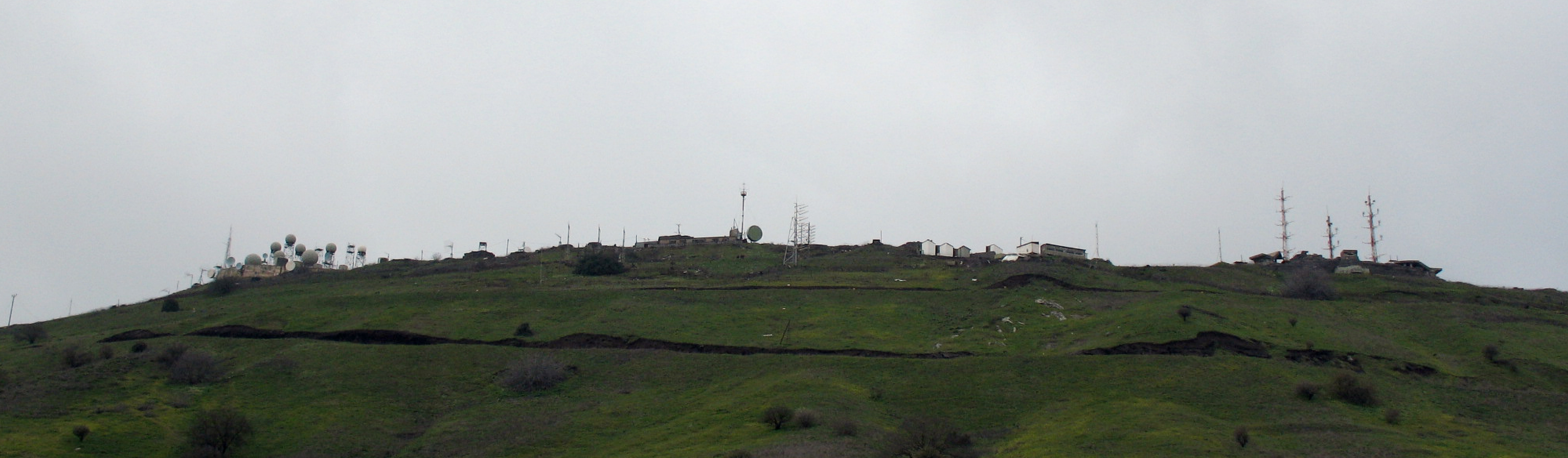
پایگاه "هار آویتال" یگان ۸۲۰۰ ارتش اسرائیل در بلندی‌های جولان سوریه

#### مکزیک
پس از افشای برنامه پریزم، دولت مکزیک آغاز به ساخت برنامه خود برای جاسوسی از شهروندان مکزیک کرد. بر پایه خنارو ویامی یکی از نویسندگان مجله پرسکو، مرکز رسیدگی و امنیت ملی مکزیک که آژانس اطلاعات ملی مکزیک است برای گردآوری اطلاعات از مردم مکزیک با آی‌بی‌ام و اچ‌پی آغاز به همکار کرده‌است. فیس‌بوک، توئیتر، ایمیل‌ها، و دیگر شبکه‌های اجتماعی نیز در اولویت قرار دارند.

#### نیوزیلند
در نیوزیلند، هنک ولف، دانشیار دانشکده دانش اطلاعات دانشگاه اتاگو گفت: "در اتحادی به نام فایو آیز که تا پیش از این ناشناخته بود نیوزیلند و دیگر کشورها مانند آمریکا، استرالیا، کانادا، و بریتانیا جاسوسی از مردم خود جاسوسی می‌کنند. اما این کار را رد می‌کنند. اما همدستانی دارند که این کار را برای آنها انجام داده و این اطلاعات را با هم همرسانی می‌کنند."
ادوارد اسنودن در یک برنامه زنده با کیم داتکام و جولین آسانژ در گوگل هنگ‌آوتس ادعا کرد که اطلاعاتی را از نیوزیلند دریافت می‌کرده و آژانس امنیت ملی در نیوزیلند، پایگاه‌های شنود دارد.

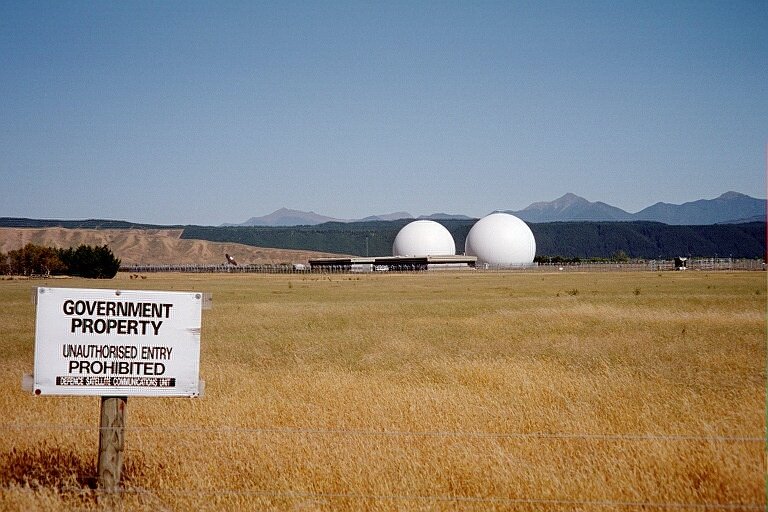
ایستگاه وایهوپای در بلنیم در جزیره جنوبی نیوزیلند

#### اسپانیا
در نشست رهبران اتحادیه اروپا در هفته ۲۱ اکتبر ۲۰۱۳ نخست‌وزیر اسپانیا ماریانو راخوی گفت: "کنش جاسوسی بین کشورهای همدست و متحد، کار درستی نیست." در ۲۸ اکتبر ۲۰۱۳ دولت اسپانیا سفیر آمریکا در اسپانیا جیمز کوستاس را احضار کرد تا به ادعای گردآوری داده ۶۰ میلیون تماس تلفنی به‌دست آمریکا پاسخ دهد. در کنش جداگانه‌ای، وزیر امور خارجه آن هنگام اسپانیا اینیگو مندز د ویگو گفت: نیاز داریم بین امنیت و حریم شخصی "توازن ایجاد کنیم." همچنین دربارهٔ ادعاهای جاسوسی گفت: "اگر درستی این ادعا ثابت شود کاری نادرست و نپذیرفتنی بین کشورهای دوست و همکار است."

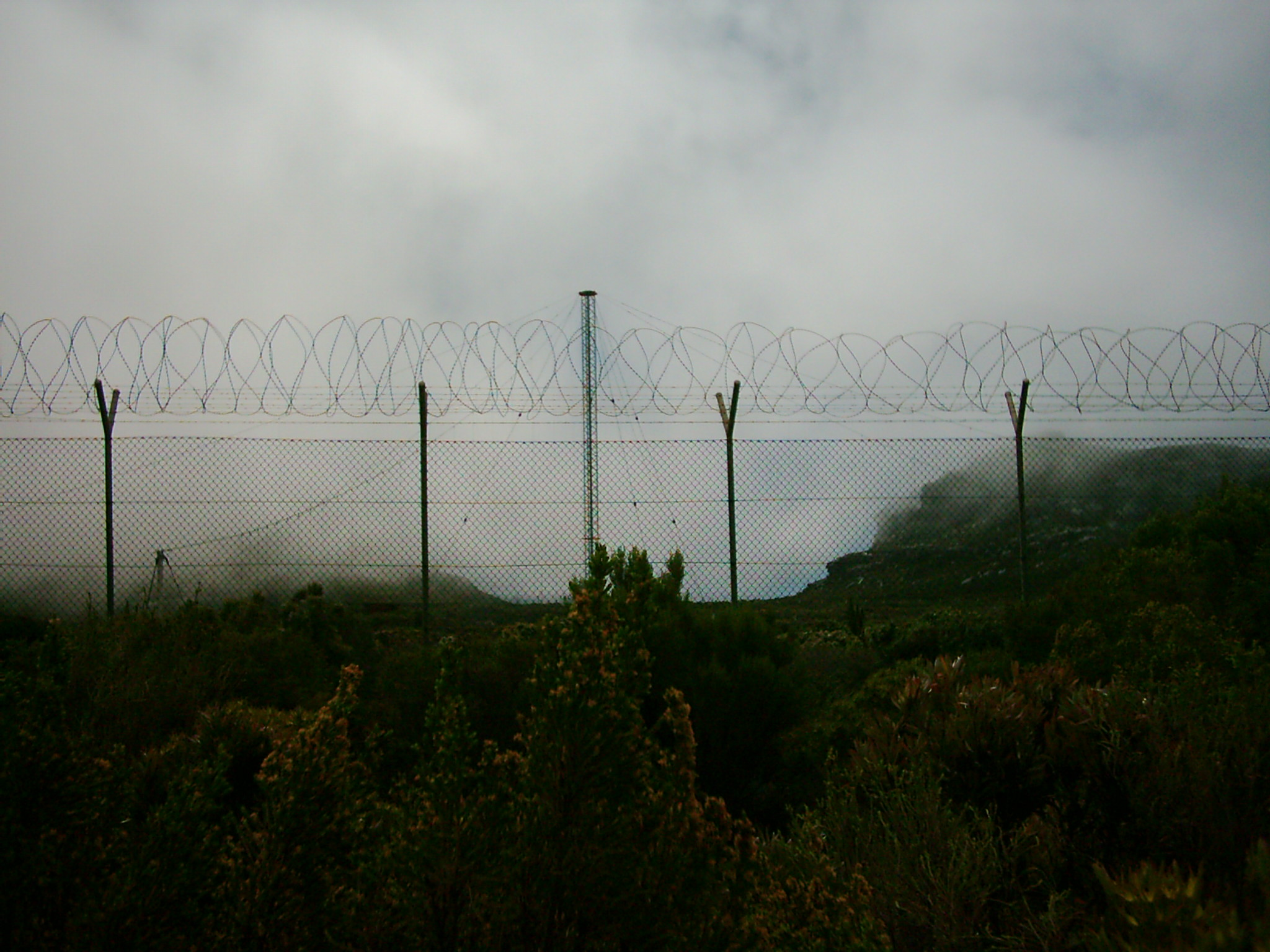
آنتن‌های ذخیره‌گاه طبیعی سیلورمین در کیپ‌تاون آفریقای جنوبی

#### بریتانیا
در بریتانیا ستاد ارتباطات دولت که برنامه نظارتی خود به نام «تمپورا» را دارد از ژوئن ۲۰۱۰ یا پیش از آن به پریزم دسترسی داشته‌است. این سازمان با استفاده از پریزم تنها در سال ۲۰۱۲، ۱۹۷ گزارش نوشته است. کمیته امنیت و اطلاعات پارلمان بریتانیا گزارش‌های ستاد ارتباطات دولت را که بر پایه اطلاعات به‌دست آمده از آمریکا نوشته شده بود بازبینی کرد. آن‌ها دریافتند که برای سازگاری با قوانین بریتانیا برای هر پرونده، حکم دادگاهی برای شنود صادر شده‌است.
در اوت ۲۰۱۳ ماموران ستاد ارتباطات دولت دفترهای روزنامه گاردین را بازرسی کردند و دستور دادند کارکان این روزنامه‌ها درایوهای دیسک سختی که اطلاعات فراهم‌شده از سوی اسنودن را داشتند نابود کنند و این کار را جلوی چشم آن‌ها انجام دهند.

### شرکت‌ها
گزارش‌های منتشر شده در واشینگتن پست و گاردین دربارهٔ پریزم نشان دادند که چندین شرکت به سازمان‌های اطلاعاتی آمریکا، اجازه دسترسی مستقیم به سرورهای خود را می‌دهند

#### نخستین بیانیه‌های عمومی
در اسناد فاش شده، نام مدیران چندین ابرشرکت آمده است. این مدیران به گاردین گفته‌اند نام "پریزم" را اصلا نشنیده‌اند و به ویژه، به آن اندازه بزرگی که در رسانه‌ها گفته شده، اطلاعات شرکت‌های خود را با سازمان‌های دولتی آمریکا همرسانی نکرده‌اند. چند شرکت که نام آن‌ها در اسناد فاش شده تک‌کرانچ و واشینگتن پست آمده، بیانیه‌هایی در پاسخ داده‌اند:
- مایکروسافت: "ما تنها هنگامی داده کاربر خود را [به سازمان‌های اطلاعاتی] ارائه می‌کنیم که با حکم دادگاه یا خواست‌برگ باشد و هیچ‌گاه داوخواهانه اینکار را انجام نمی‌هیم. همچنین ما تنها به دستورهای درخواست داده یک حساب کاربری یا شناسنده ویژه پاسخ می‌دهیم. اگر دولت آمریکا برنامه امنیت ملی داوخواهانه‌ای برای گردآوری داده مشتری گسترده‌تری داشته باشد در این کار همکاری نمی‌کنیم."[۱۱۲][۱۱۴]
- یاهو!: " حریم شخصی کاربران یاهو! اهمیت بسیار جدی برای آن شرکت دارد. ما به دولت، اجازه دسترسی مستقیم به سرورها، سامانه‌ها، یا شبکه‌های خود را نمی‌دهیم."[۱۱۲] "از میان صدها میلیون کاربر، درصد بسیار کوچکی، موضوع درخواست دولت برای گردآوری مستقیم داده بوده‌اند."[۱۱۳]
- فیس‌بوک: "ما به هیچ سازمان دولتی، اجازه دسترسی مستقیم به سرورهای فیس‌بوک را نمی‌دهیم. هنگامی که از فیس‌بوک درخواست ارائه داده یک کاربر ویژه می‌شود ما موشکافانه این درخواست را با قوانین قابل اجرا مطابقت می‌دهیم و اطلاعات را تنها هنگامی فراهم می‌کنیم که به صورت قانونی، خواسته شده باشند."[۱۱۲]
- گوگل: "گوگل عمیقا به امنیت داده خود اهمیت می‌دهد. ما داده خود را به دولت می‌دهیم و همه این درخواست‌ها را مطابقت می‌دهیم. هر از گاهی مردم می‌فهمند که ما در سامانه‌های خود برای دولت، یک درِ مخفی ساخته‌ایم. اما درِ مخفی ما اجازه دسترسی مستقیم دولت به داده شخصی کاربران را نمی‌دهد."[۱۱۲] "هر گونه افشاگری که بگوید گوگل داده کاربران خود را در اندازه بزرگ به دولت می‌دهد کاملا نادرست است."[۱۱۳]
- اپل: "ما تاکنون چیزی درباره پریزم نشینده‌ایم و به هیچ آژانس دولتی، اجازه دسترسی مستقیم به سرورهای خود را نمی‌دهیم و هر سازمان دولتی که داده کاربر را بخواهد باید حکم دادگاه دریافت کند."[۱۱۵]
- دراپ‌باکس: "ما گزارش‌هایی را دیده‌ایم که می‌گویند ممکن است از دراپ‌باکس خواسته شده باشد در برنامه‌ای به نام پریزم همکاری کند. ما هرگز با چنین برنامه‌ای همکاری نکرده‌ایم و به حریم شخصی کاربران خود پایبند می‌مانیم."[۱۱۲]

در پاسخ به تأیید توانایی دسترسی مستقیم آژانس امنیت ملی به سرورهای شرکت‌های فناوری اطلاعات، نیویورک تایمز گزارش کرد که منابع آن می‌گویند آژانس امنیت ملی برای برآوردن دستورهای دادگاه از روش‌های فنی دیگری برای گردآوری داده از سرورهای شرکت‌ها استفاده می‌کند. واشینگتن پست گزارش کرد که "ممکن است تضاد بین اسلایدهای پریزم و سخنگویان شرکت‌ها نتیجه اشتباه از سوی نویسنده آژانس امنیت ملی باشد. در گزارش طبقه‌بندی شده دیگری که به‌دست واشینگتن پست رسیده، ترتیب کار این طور تعریف شده که به مدیریت‌گر گردآوری داده اجازه می‌دهد که «شیوه‌نامه کار با درونمایه» را به تجهیزات نصب‌شده در جاهای کنترل‌شده شرکت بفرستد." به احتمال زیاد منظور از واژه «مستقیم» در متن این است که شرکت‌های فناوری اطلاعات، داده را آگاهانه برای آژانس امنیت ملی می‌فرستند و برخلاف شنودهای ارتباطی است که به مقصدهای دیگر فرستاده می‌شوند.
مارک رومولد از بنیاد مرزهای الکترونیکی به ای‌بی‌سی نیوز گفت: "اگر این شرکت‌ها حکمی را بر پایه لایحه نظارت بر اطلاعات خارجی دریافت کنند بر پایه قانون از افشای دریافت این حکم و هر چیزی که درباره حکم باشد منع می‌شوند."
در ۲۸ مه ۲۰۱۳ قاضی دادگاه ناحیه‌ای ایالات متحده آمریکا سوزان ایلستن به گوگل دستور داد که خود را با نامه امنیت ملی هماهنگ کند تا بدون حکم دادگاه، داده کاربران را به اداره تحقیقات فدرال (اف‌بی‌آی) بدهد. کرت اوپسال وکیل ارشد در بنیاد مرزهای الکترونیک در گفتگویی به ونچربیت گفت: "من گزارش شفافیت گوگل را ستایش می‌کنم. اما به نظر می‌رسد که موضوع این نامه در گزارش نیامده است. شگفت‌زده نمی‌شود اگر آنها مجبور شده باشند دهانشان را ببندند."

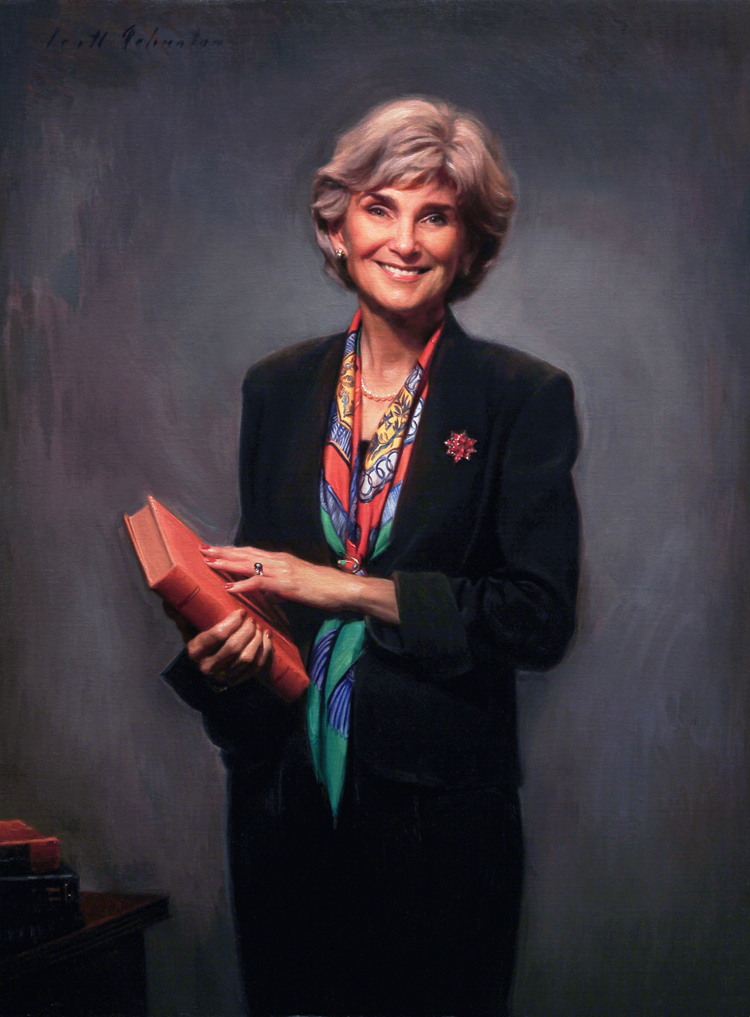
قاضی دادگاه ناحیه‌ای ایالات متحده آمریکا سوزان ایلستن به گوگل دستور داد که بدون حکم دادگاه، داده کاربران را به اداره تحقیقات فدرال (اف‌بی‌آی) بدهد.

در گزارش نیویورک تایمز در ۷ ژوئن ۲۰۱۳ آمد که "توئیتر از آسان‌تر کردن دسترسی دولت به سرورهای خود سر باز زد. اما به گفته کسانی که در گفتگوها بودند دیگر شرکت‌ها بیشتر همکاری کردند." دیگر شرکت‌ها با کارمندان امنیت ملی گفتگو می‌کردند تا دادۀ کارا و امن‌تری فراهم کنند. در برخی موارد، این شرکت‌ها تغییراتی در سامانه‌های خود انجام دادند که گردآوری داده را آسان‌تر کنند. گفتگوها تا ماه‌های انتشار گزارش هم ادامه پیدا کردند. زیرا ریاست ستاد مشترک ارتش (ایالات متحده آمریکا) ژنرال مارتین دمپسی با مدیران فیس‌بوک، مایکروسافت، گوگل، و اینتل دیدار کرد. این جزئیات در گفتگوها تناقض‌های بین توصیف‌های نخستین برنامه دولت و انکار شرکت‌ها را آشکار می‌کند. مانند یک اسلاید آموزشی که می‌نویسد: "گردآوری مستقیم داده از سرورها."
در هنگام فراهم‌آوری داده، در پاسخ به درخواست‌های قانونی دادگاه بر پایه لایحه نظارت بر اطلاعات خارجی، نیازِ بَر حَقی وجود دارد. اما تغییر سامانه‌ها برای گردآوری آسان‌تر داده توسط دولت، اینچنین نیست. به همین دلیل، توئیتر قانونا می‌تواند از آسان‌سازی دسترسی به داده جابجا شده، خودداری کند. کسانی که در گفتگوها شرکت کرده‌بودند می‌گفتند به غیر از توئیتر به روشنی، از دیگر شرکت‌ها خواسته شد که صندوقِ قفل‌داری بسازند و کلید آن را دست دولت بدهند. برای نمونه، فیس‌بوک چنین سامانه‌ای را برای درخواست‌ها و همرسانی اطلاعات ساخت. گوگل چنین جعبه قفل‌داری را نساخت اما در مقابل، داده مورد نیاز را به صورت دستی یا اوپن‌اس‌اس‌اچ می‌فرستد.

#### گزارش‌های شفافیت پس از پریزم
در پاسخ به گزارش‌های رسانه‌ای همه‌سویه همرسانی داده شرکت‌ها با آژانس‌های اطلاعاتی، بیشتر شرکت‌ها برای افشای بیشتر چگونگی فرایند و دامنه اطلاعات فراهم‌شده برای خواسته‌های آژانس امنیت ملی، اجازه پخش گزارش شفافیت خواستند.
در ۱۴ ژوئن ۲۰۱۳ فیس‌بوک گزارش کرد که دولت آمریکا اجازه ارتباطی "در این اندازه را به عنوان دامنه" داده است. در یک پست خبری در وبگاه فیس‌بوک نوشته شد "برای شش ماه تا ۳۱ دسامبر ۲۰۱۲ شمار کل درخواست دسترسی به داده کاربران، از همه سازمان‌های دولتی (فدرال، ایالتی، و محلی) برای مسائل امنیت ملی و بزهکاری، بین ۹ تا ۱۰ هزار مورد بوده‌است." سپس در گزارشی دیگر گفت: "بین ۱۸ تا ۱۹ هزار حساب کاربری تحت تاثیر قرار گرفته‌اند که بخش کوچکی از ۱/۱ میلیارد کاربر فعال آن بوده‌است."
همان روز مایکروسافت گزارش کرد در دوره‌ای همانند فیس‌بوک "بین ۶ تا ۷ هزار حکم و خواست‌برگ برای بزهکاری و امنیت ملی از همه سازمان‌های دولتی (فدرال، ایالتی، و محلی) دریافت کرده و این دستورها بین ۳۱ تا ۳۲ هزار حساب کاربری را تحت تاثیر قرار داده" که بخش کوچکی از کاربران مایکروسافت هستند.
گوگل در بیانیه‌ای از این گفته که داده به شکل فله‌ای فرستاده می‌شود انتقاد کرد و گفت: درخواست‌های امنیت ملی فله‌ای با درخواست بزهکارانه "یک گام عقب‌تر" از قبل خود رفتند. شیوه‌های جزئی‌تر در گزارش شفافیت وبگاه آمده‌اند. گوگل گفت که به دنبال دریافت مجوز دولت برای انتشار شمار و گستردگی درخواست‌ها بر پایه لایحه نظارت بر اطلاعات خارجی است.
از ترس اینکه آژانس امنیت ملی، از محصولات سیسکو سیستمز برای شنود استفاده می‌کند فروش این شرکت در سال ۲۰۱۳ کاهش چشمگیری داشت.
در ۲۴ سپتامبر ۲۰۱۴ یاهو! گزارش کرد که دولت آمریکا تهدید کرده که اگر داده کاربران خود را به عنوان بخشی از برنامه پریزم همرسانی نکند حکم جریمه روزانه ۲۵۰ هزار دلار آمریکا را به اجرا خواهد گذاشت. معلوم نیست که آیا دیگر شرکت‌ها نیز برای فراهم نکردن داده کاربران بر پایه درخواست قانونی لایحه نظارت بر اطلاعات خارجی، اینچنین ترسانده شده باشند.

### واکنش رسانه‌ها و مردم

#### درون آمریکا
گروه نوشتاری نیویورک تایمز، دولت اوباما را مسئول دانستند که "حالا دیگر همه اعتبار خود را به خاطر این قضیه از دست داده است" و تاسف خوردند که "برای سال‌ها نمایندگان کنگره شواهدی را که نشان می‌دادند نظارت و گردآوری داده از درون کشور، فراتر از کنترل آنان رفته را نادیده می‌گرفتند. تا جاییکه هم‌اکنون نیز شمار کمی از اینکه دریافته‌اند همه جزئیات تماس‌های تلفنی و پیام‌های مردم در پایگاه داده آژانس امنیت ملی نگهداری می‌شود پریشان شده‌اند." آن‌ها با توجه به نقش دادگاه لایحه نظارت بر اطلاعات خارجی در پریزم نوشتند: "انحراف از نظام قضایی آمریکا. هنگامی‌که "قوه قضاییه با یک سوی قضیه، هم‌دست می‌شود." بر پایه نیویورک تایمز "پیامد آن پیدایش دادگاهی است که اختیار آن بسیار فراتر از ماموریت اصلی آن است و هیچ بررسی نیز بر آن نمی‌شود."
قاضی پیشین دادگاه ناحیه‌ای فدرال جیمز رابرتسون در واشینگتن که بین سال‌های ۲۰۰۲ (میلادی) تا ۲۰۰۵ (میلادی) در دادگاه لایحه نظارت بر اطلاعات خارجی کار کرده و در پرونده همدان علیه رامسفلد علیه بوش رأی داده، گفت: "دادگاه لایحه نظارت بر اطلاعات خارجی، مستقل، اما شناور است. زیرا تنها، نظر دولت [و نه نظر فرد یا گروه تحت پیگرد] در بررسی‌های دادگاه، تاثیرگذار است." "هر کسی که قاضی بوده به شما می‌گوید که قاضی باید نظر هر دو طرف را بشنود." بدون قضاتی مانند رابرتسون، سودی از این بحث‌های مشاجره‌ای به‌دست نمی‌آید. او پیشنهاد کرد که جایگاهی برای وکیل‌مدافعی که از نظر امنیتی چک شده در برابر درخواست دولت ایجاد شود. رابرتسون به این پرسش که آیا دادگاه محرمانه لایحه نظارت بر اطلاعات خارجی باید برنامه‌های نظارتی را قانونا تصویب کند پاسخ داد که "دادگاه، تبدیل به آژانس اجرایی [دولت] شده است." با تغییراتی که در متمم‌های لایحه ۲۰۰۸ لایحه نظارت بر اطلاعات خارجی ۱۹۷۸ داده شده، دولت آمریکا قدرت این را دارد که دادگاه را وادار کند همه برنامه‌های نظارتی و نه مانند گذشته، تنها درخواست‌های رسمی را تأیید کند. "امروز دادگاه، نظارت برنامه‌ریزی‌شده را تایید می‌کند. فکر نمی‌کنم که این کارکرد قضایی داشته باشد." رابرتسون همچنین گفت که از گزارش نیویورک تایمز "بسیار آزرده شده" که دریافته دادگاه لایحه نظارت بر اطلاعات خارجی، دستگاه قضایی تازه‌ای پدید آورده که به آژانس امنیت ملی امکان می‌دهد که از برنامه‌های نظارتی خود نه‌تنها تروریست‌ها را هدف بگیرند بلکه به دنبال مظنونان جاسوسی، حمله سایبری، و جنگ‌افزار کشتارجمعی نیز باشند.
واکاو پیشین سازمان اطلاعات مرکزی (سیا) والری پلیم و دیپلمات پیشین آمریکا جوزف ویلسون در نوشتار عقیده ویراستار که در گاردین منتشر شد گفتند: "ممکن است پریزم و دیگر برنامه‌های داده‌کاوی آژانس امنیت ملی برای ردیابی و دستگیری تروریست‌ها بسیار کارا باشد. اما ما به عنوان جامعه، اطلاعات بَس نداریم که چنین تصمیمی بگیریم."
بنیاد مرزهای الکترونیکی یک گروه بین‌المللی ناسودبر پیگیر حقوق دیجیتال است که ستاد آن در آمریکا است میزبان ابزاری است که هر کسی که ساکن آمریکا است می‌تواند با آن دربارهٔ مخالف خود با جاسوسی گسترده به نمایندگان دولت نامه بنویسد.
این بحث دولت اوباما که برنامه‌های نظارتی آژانس امنیت ملی مانند پریزم و خبرچین بیکران برای پیشگیری از تروریسم لازم هستند از سوی چندین حزب به چالش کشیده شد. اد پیلکینگتون و نیکولاس وات از گاردین گفتند در پرونده نجیب‌الله زازی که می‌خواست در متروی نیویورک سیتی بمب‌گذاری کند، گفتگوها با احزاب درگیر و بر پایه اسناد دادگاه‌های بریتانیا و آمریکا نشان‌دادند که تحقیق در مورد این پرونده، در واقع با کمک روش‌های نظارتی "متعارف" مانند "نوک‌های قدیمی" سرویس‌های اطلاعاتی بریتانیا آغاز شد و رهبری نظارتی پدیدآمده در آژانس امنیت ملی در آن نقشی نداشت. مایکل دالی از دیلی بیست گفته: "حتی با اینکه تیمورلنگ تسارنایف کننده انفجارهای ماراتن بوستون و برادرش جوهر تسارنایف از وبگاه اینسپایر القاعده بازدید می‌کردند و با اینکه مقامات اطلاعاتی روسیه نگرانی خود درباره تیمورلنگ تسارنایف را به مقامات اطلاعاتی آمریکا اطلاع داده بودند پریزم نتوانست از حمله‌های بوستون جلوگیری کند." او همچنین گفت: "مشکل، تنها این نیست که آژانس امنیت ملی با گردآوری داده، حریم شخصی ما را به خطر می‌اندازد بلکه چنین می‌نماید که نمی‌تواند ایمنی ما را هم افزایش دهد."
ران پال نماینده حزب جمهوری‌خواه کنگره و لیبرترینیسم برجسته از اسنودن و گرینوالد سپاس گزاری کرد و نظارت گسترده را بی‌استفاده و خطرآفرین خواند و خواهان شفافیت بیشتر کنش‌های دولت آمریکا شد. او از کنگره خواست "از دادن قدرت به دولت تا این اندازه، خودداری کنند." و اگر به ریاست‌جمهوری انتخاب شود تنها هنگامی دستور پیگرد دهد که گمان به رخداد بزه باشد که البته کارکرد پریزم این‌چنین نبوده‌است.
ستون‌نویس نیویورک تایمز توماس فریدمن از برنامه‌های نظارت دولت به صورت کران‌مند برای حفاظت از مردم آمریکا در برابر حمله‌های تروریستی، دفاع کرد:
بله، من هم از سوء استفاده احتمالی دولت از برنامه طراحی‌شده برای پیشگیری از یک یازده سپتامبر دیگر نگرانم. اما به نظرم می‌رسد که تا کنون چنین چیزی رخ نداده است. اما من از رخ دادن یک یازده سپتامبر دیگر بیشتر نگرانم. من مطمئنم اگر یک یازده سپتامبر دیگر رخ می‌داد ٪۹۹ آمریکایی‌ها به نمایندگان خود در کنگره می‌گویند: "هر کاری که لازم است بکنید، حریم شخصی را زیر پا بگذارید. فقط مطمئن شوید که چنین چیزی دوباره رخ نخواهد داد." این برای من ترسناک‌ترین چیز است. به همین دلیل است که من با بیزاری، واقعا با بیزاری، سازش با دولت را می‌پذیرم که با داده‌کاوی در تماس‌های تلفنی و ایمیل‌ها به دنبال الگوهای مشکوک بگردد و پس از آن با حکم قاضی بر پایه قانون مصوب کنگره، هدف را پیگیری کند تا از روزی جلوگیری کند که ما به دولت اجازه دهیم هر کس و هر چیزی را که دارد هر کجا به هر شکل با هر روش و تا هر زمان که بخواهد زیر نظر بگیرد.
گزارنده سیاسی دیوید بروکس نیز مانند فریدمن، محتاطانه گفت که برنامه‌های نظارت بر داده دولت، شیطانِ لازم هستند: "اگر داده‌روبی گسترده‌ای نداشته باشید، خوب، آنگاه آژانس‌های اطلاعاتی به روش‌های شنود قدیمی‌تر رو می‌آورند که مداخله‌جویانه‌تر است."
گزارنده محافظه‌کار چارلز کرات‌هامر در همسنجی با احتمال سوء استفاده بدون نظارت ریزبینانه، نگرانی کمتری دربارهٔ سویه قانونی پریزم و دیگر ابزارهای نظارتی آژانس امنیت دارد: "مشکل از قانون اساسی نیست. ما باید نظارت کنگره و بازبینی قانونی را سخت‌تر کنیم. حتی شاید بررسی جزئی مستقل خارجی نیاز داشته باشیم. به همراه آن با توجه به اثربخشی پادمان و سرشت تهدیدهای خارجی، بازبینی‌های دوره‌ای قانونی مانند تمدید مجوز هر چند سال یک‌بار نیز باشند."
در یک پست وبلاگی، پدیدآور وایر دیوید سیمون برنامه‌های نظارت آژانس امنیت ملی مانند پریزم را با تلاش‌های دهه ۱۹۸۰ (میلادی) شهرداری بالتیمور برای افزودن ثبت‌کننده شماره‌های گرفته‌شده به همه تلفن‌های عمومی مقایسه کرد. زیرا شهرداری باور داشت که قاچاقچیان مواد مخدر از تلفن‌های عمومی یا پیجرها استفاده می‌کنند و یک قاضی شهرداری اجازه نصب چنین چیزی را داده بود. نصب این ثبت‌کننده‌ها پایه نخستین فصل مجموعه تلویزیونی وایر بود. سیمون می‌گفت توجه رسانه‌ها به برنامه‌های نظارتی آژانس امنیت ملی، "رسوایی توخالی" است. زیرا خیلی از طبقه‌های اجتماعی آمریکا، نیز هم‌اکنون تحت نظارت همیشگی هستند.
نظریه‌پرداز سیاسی و منتقد همیشگی سیاست‌های دولت آمریکا نوآم چامسکی گفت: "دولت‌ها نباید چنین ظرفیتی داشته باشند. اما دولت‌ها از هر فناوری که بتوانند علیه اصلی‌ترین دشمن خود استفاده می‌کنند که همان مردم خودشان است."
یک نظرسنجی سی‌ان‌ان/ابر شرکت نظرسنجی بین ۱۱ تا ۱۳ ژوئن نشان داد که ٪۶۶ آمریکایی‌ها در کل از برنامه، پشتیبانی می‌کنند.  اگرچه نظرسنجی دانشگاه کوینیپیاک که بین ۲۸ ژوئن تا ۸ ژوئیه انجام شد نشان داد که ٪۴۵ رای‌دهندگان ثبت شده فکر می‌کنند که برنامه‌های نظارتی، بسیار فراتر از کارکرد خود رفته و ٪۴۰ گفتند کارایی آن‌ها فراتر نرفته‌اند. درحالی‌که در سرشماری سال ۲۰۱۰ ٪۲۵ گفتند کارایی آن فراتر رفته و ٪۶۳ گفتند که فراتر نرفته‌اند. دیگر نظرسنجی‌ها نیز چنین تغییری را در افکار مردم، پس از افشای اسناد نشان دادند.
از دید اقتصادی، یک پژوهش منتشر شده در ماه اوت در بنیاد نوآوری و فناوری اطلاعات نشان داد که افشای اسناد پریزم بین ۲۱/۵ تا ۲۵ میلیارد دلار زیان می‌زند. زیرا کسب‌وکار رایانش ابری برای سه سال اُفت می‌کند.

#### بین‌المللی

##### مردم
احساس عمومی در جهان، بیان ناخشنودی از گستردگی داده‌کاوی ارتباطات در جهان بود. برخی رهبران کشورها علیه آژانس امنیت ملی و برخی دیگر علیه نظارت ملی خود حرف زدند. یک وزیر کشور، توضیح‌های ترسناکی دربارهٔ برنامه داده‌کاوی آژانس امنیت ملی داد و از بنجامین فرانکلین گفت که: "هرچقدر که بر یک جامعه بیشتر نظارت، کنترل، و بررسی شود آزادی آن جامعه کمتر می‌شود." برخی پرسیدند که امروز، دستگیری تروریست‌ها بر از دست رفتن حریم شخصی شهروندان سایه انداخته است.

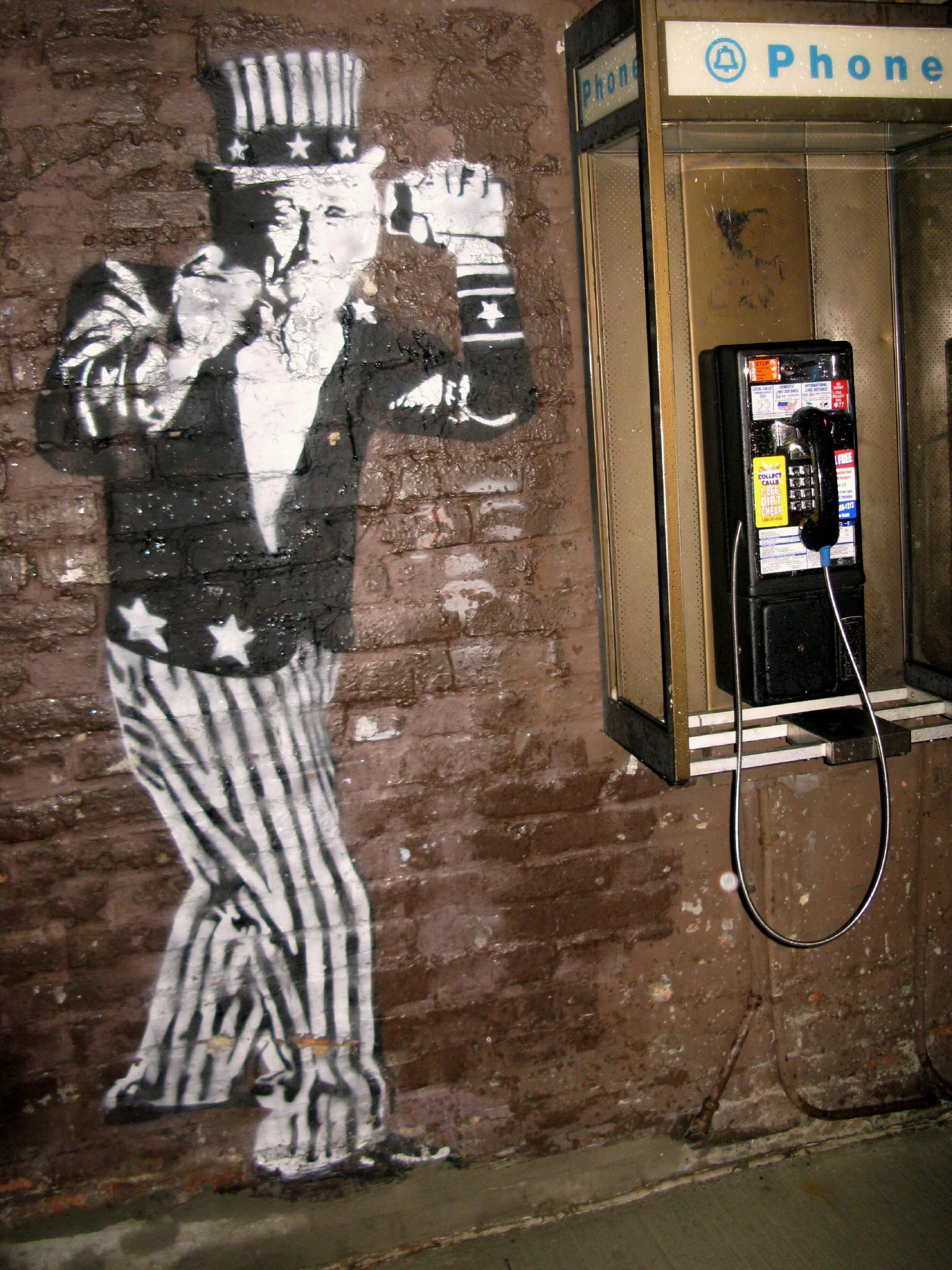
دیوارنگاری عمو سام در حال شنود ارتباطات مخابراتی

در سال ۲۰۱۳ اتحادیه امنیت ابری، از سوی سهامداران خود دربارهٔ واکنش‌های خود به رسوایی جاسوسی پریزم بازخواست شد. نزدیک به ٪۱۰ مردم غیر آمریکایی گفتند که پروژه خود را با یکی از رساننده‌های خدمات رایانش ابری در آمریکا از کار انداخته‌اند. در آغاز رسوایی پریزم ٪۵۶ مردم گفتند که کمتر گمان می‌کنند از رساننده خدمات رایانش ابری در آمریکا استفاده کنند. اتحادیه امنیت ابری پیش‌بینی کرد به خاطر رسوایی جاسوسی پریزم، رساننده‌های خدمات رایانش ابری در آمریکا ممکن است ۲۶ میلیارد دلار آمریکا و ٪۲۰ ارزش سهام رساننده‌های خدمات رایانش ابری را از دست بدهند.

##### تیم برنرز لی
تیم برنرز لی نوآور وب جهان‌گستر جهان غرب را به دورویی متهم کرد. زیرا خود آن‌ها در اینترنت از مردم جاسوسی می‌کنند ولی دیگر کشورها را به خاطر جاسوسی از اینترنت سرزنش می‌کنند. او گفت: جاسوسی اینترنتی می‌تواند به خودداری مردم از دسترسی به جزئیات خودمانی یا استفاده از اینترنت به روش دلخواه بینجامد و همانطور که استیو رابسون در دیلی میل تفسیر کرده "اینترنت باید از کنترل دولت‌ها یا ابر شرکت‌های بزرگ، خارج شود."

##### استرالیا
نیک زنوفون سناتور مستقل استرالیایی از باب کار وزیر امور خارجه استرالیا پرسید که آیا آدرس ایمیل‌های نمایندگان مجلس استرالیا از دسترس پریزم، مین‌وی، مارینا، و/یا نوکلئون خارج هستند؟ پس از اینکه باب کار پاسخ داد: ؛سازوکار قانونی برای حفاظت از استرالیایی‌ها وجود دارد ولی آن دولت دربارهٔ مسائل اطلاعاتی توضیحی نمی‌دهد.؛ نیک زنوفون گفت: "پاسخ پرسش خود را نگرفته است."

##### طالبان
سخنگوی طالبان ذبیح‌الله مجاهد گفت: "ما درباره تلاش‌های پیشین آنها برای ردگیری سامانه‌های خود آگاه بودیم. ما از منابع فنی خود استفاده کردیم تا تلاش‌های آنان را بی‌اثر کنیم و تاکنون در متوقف‌کردن تلاش آنها موفق بوده‌ایم."  اگرچه سی‌ان‌ان گزارش کرد که در واکنش به اسناد درز کرده، گروه‌های تروریستی "رفتارهای ارتباطی" خود را عوض کرده‌اند.

##### چین
واکنش کاربران چینی، ترکیبی بین از دست رفتن آزادی در سراسر جهان و نظارت دولتی مخفیانه بود. این افشاگری، درست پیش از دیدار باراک اوباما و شی جین پینگ در کالیفرنیا رخ داد. هنگامی که دربارهٔ رخنه‌گری آژانس امنیت ملی در چین پرسیده شد سخنگوی وزیر امور خارجه چین گفت: "چین جدا خواهان امنیت سایبری است." روزنامه جیفانگ دیلی حزب کمونیست چین نوشت: این نظارت مانند ۱۹۸۴ جرج اورول است. قانون‌گزاران هنگ کنگ گری فن و کلودیا مو در نامه‌ای به اوباما نوشتند: "افشای نظارت گسترده بر ارتباطات جهانی از سوی پرچمدار دموکراسی در جهان به چهره آمریکا در میان مردم آزادی‌خواه جهان آسیب می‌زند." آی وی‌وی چینی مخالف دولت چین گفت: "با اینکه می‌دانیم دولت‌ها همه کاری می‌کنند اما از دیدن عملیات نظارتی آمریکا، پریزم، شگفت‌زده شدم. برای من این سوء استفاده از قدرت دولت برای مداخله در حریم شخصی مردم است. این دَمِ مهمی برای جامعه بین‌الملل است تا در حقوق فردی، بازنگری و از آن پشتیبانی کنن."

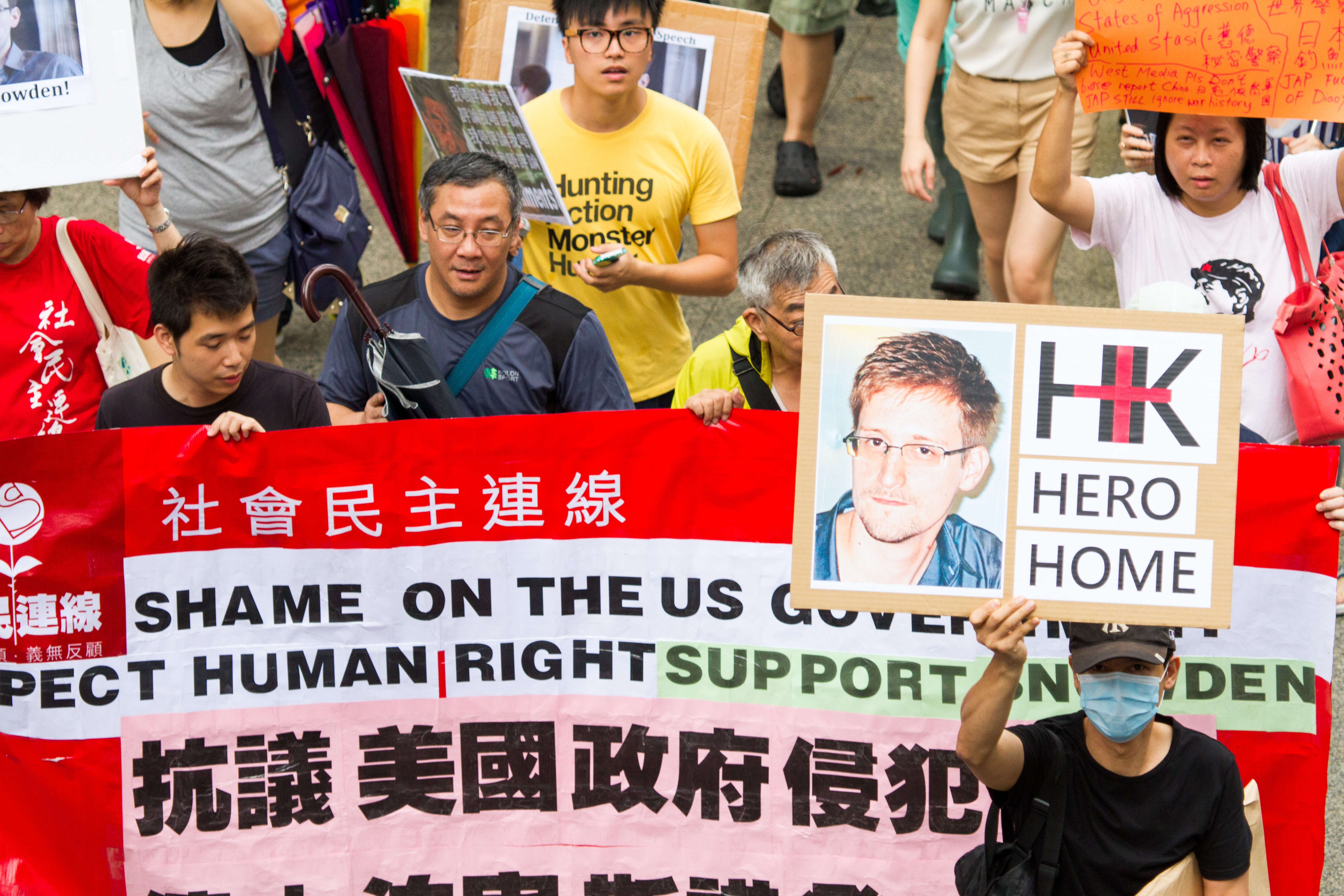
راهیپمایی مردم هنگ کنگ در پشتیبانی از ادوارد اسنودن ۱۵ ژوئن ۲۰۱۳

##### هند
وزیر امور خارجه هند سلمان خورشید با دفاع از پریزم گفت: "این کار، موشکافی نیست و دسترسی به پیام‌های واقعی است. این تنها واکاوی رایانه‌ای الگوهای تماس‌های تلفنی و ایمیل‌هایی است که فرستاده می‌شوند. در اصل به معنی سرک کشیدن به درونمایه پیام یا گفتگوهای مردم نیست. با استفاده از برخی از اطلاعاتی که از بررسی‌های خود به‌دست می‌آورند از حمله‌های تروریستی جلوگیری می‌کنند." گفته‌های او با وظیفه او که حفاظت از حریم شخصی مردم است "نپذیرفتنی" است. هنگامی‌که از وزیر ارتباطات و فناوری اطلاعات هند کاپیل سیبال دربارهٔ گفته‌های سلمان خورشید پرسیده شد او از دادن پاسخ مستقیم، طَفره رفت اما گفت: "ما [به عنوان بخشی از پریزم] از سرشت داده یا اطلاعات گردآوری شده، آگاهی نداریم. حتی وزیر امور خارجه نیز هیچ چیزی نمی‌داند." رسانه‌ها اینطور برداشت کردند که دفاع سلمان خورشید از پریزم به خاطر این بود که دولت هند داشت سامانه نظارت مرکزی را گسترش می‌داد که مانند برنامه پریزم است.
رسانه‌های هند و حزب مخالف او حزب کمونیست هند (مارکسیست) از گفته‌های خورشید انتقاد کردند و گفتند: "ائتلاف متحد پیشرفت خواه هندوستان (یوپا) به تندی به این برنامه نظارتی و انگل‌وار اعتراض دارد. در مقابل، توجیه خورشید، شگفت‌آور است. این سخنان شرم‌آور، هنگامی گفته می‌شوند که حتی متحدان آمریکا مانند آلمان و فرانسه به سَرَک‌کشیدن آن در کشورهایشان پرخاش کرده‌اند."
پی. رجیو نماینده مجلس از راجیه سبها به تایمز هند گفت: "لایحه نظارت بر اطلاعات خارجی آمریکا نقض آشکار قرارداد وین درباره روابط سیاسی است. اما خورشید می‌خواهد آن را توجیه کند و سرعت دولت هند در رد درخواست پناهندگی ادوارد اسنودن، شرم‌آور است."

#### اروپا

##### پارلمان اروپا
عضو هلندی پارلمان اروپا سوفی این تی ولد، پریزم را نقض قوانین اتحادیه اروپا خواند.

##### آلمان
دادآور فدرال آلمان در امور حفاظت از داده و آزادی اطلاعات پیتر شار پریزم را با فروزه "هیولا" محکوم کرد. او افزود: "کاخ سفید من را هیچ‌گونه قانع نکرد" و "داده کاربران سرورهای گوگل، فیس‌بوک، اپل، و مایکروسافت را به‌دست آورده است. من از دولت آلمان انتظار داشتم که به شفافیت و محدودیت نظارت، پایبند باشد." استیفن زیبرت معاون مطبوعاتی دفتر صدراعظم اعلام کرد که آنگلا مرکل این موضوع را در صدر گفتگوهای خود با باراک اوباما در برلین قرار می‌دهد. سرهنگ دوم پیشین اشتازی ولفگانگ اشمیت گفت: "از آنجا که اشتازی، فناوری دستیابی به پریزم را نداشت برای اشتازی چنین برنامه‌ای مانند رویایی بود که واقعی شده است." و "این نهایت ساده‌لوحی است که فکر کنیم از این داده گردآوری شده، هیچ استفاده‌ای نمی‌شود. این سرشت هر سازمان مخفی دولتی است. تنها راه برای جلوگیری از حفاظت از حریم شخصی مردم این است که در گام نخست نگذاریم دولت، اطلاعات مردم را گردآوری کند." بسیاری از آلمانی‌ها تظاهرات ترتیب دادند. نمونه آن تظاهرات ایست بازرسی چارلی در هنگامی بود که اوباما برای سخنرانی به برلین رفته بود. متیو شفیلد از دفتر واشینگتن شرکت مکلچی گفت: "آلمانی‌ها از نقش اوباما برای اجازه گردآوری داده تا این اندازه بزرگ ناامید شده‌اند."

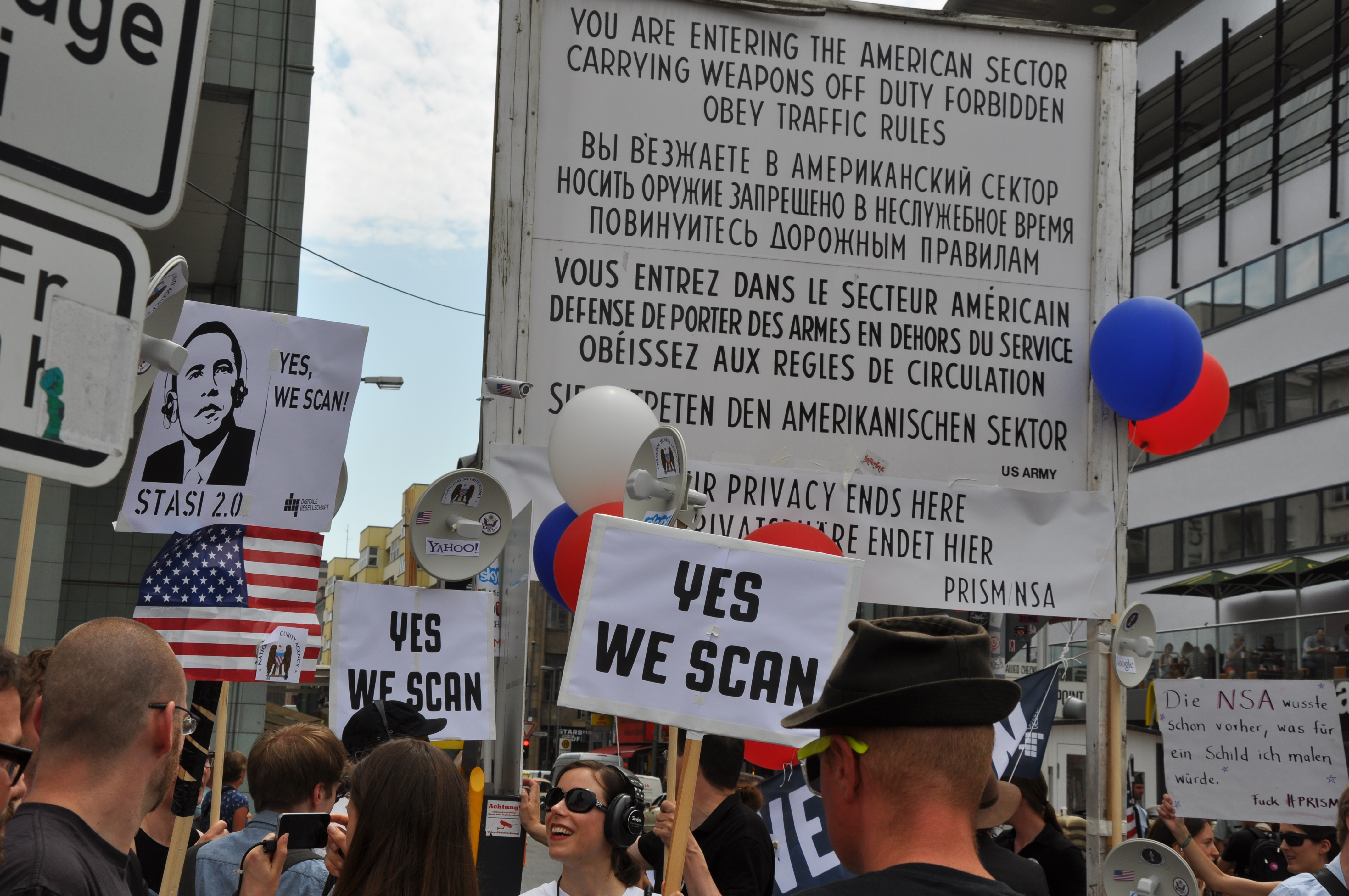
تظاهرات گروه حقوق دیجیتال در ایست بازرسی چارلی در برلین آلمان ۱۸ ژوئن ۲۰۱۳

##### ایتالیا
رئیس‌جمهور ایتالیایی ضامن حفاظت از حریم شخصی آنتونلو سورو گفت: "تدابیر نظارتی در ایتالیا قانونی نخواهد بود و خلاف مصوبه‌های ما است و نشانگر نقض سنگین قانون است."

##### فرانسه
کمیسیون ملی اطلاعات و آزادی‌ها (نگهبان حفاظت از داده فرانسه) دوستانه از گوگل خواست که سیاست حریم شخصی خود را در سه ماه تغییر دهد یا ۱۵۰ هزار یورو جریمه شود.

##### اسپانیا
آژانس حفاظت از داده اسپانیایی برنامه دارد اگر گوگل از شفافیت دربارهٔ استفاده از داده گسترده گردآوری شده از شهروندان اسپانیا خودداری کند گوگل را بین ۴۰ تا ۳۰۰ هزار یورو جریمه کند.

##### بریتانیا
وزیر مشاور در امور خارجه و مشترک‌المنافع ویلیام هیگ دور زدن قانون بریتانیا از سوی سازمان‌های اطلاعاتی بریتانیا را به خاطر گردآوری داده از شهروندان بریتانیا با استفاده از پریزم رد کرد و گفت: "هر داده‌ای که ما از آمریکا به‌دست می‌آوریم که شامل مردم بریتانیا نیز می‌شود با کنترل‌های قانونی و پادمان‌های بریتانیا سازگار است." دیوید کامرون گفت سازمان‌های جاسوسی بریتانیا که داده گردآوری شده پریزم را دریافت کرده‌اند سازگار با قانون رفتار کردند." من خشنودم که ما سازمان‌های اطلاعاتی داریم که کار والایی برای این کشور انجام می‌دهند تا امنیت ما را تامین کنند و مطابق قانون رفتار می‌کنند." مالکوم ریفکیند رئیس کمیته امنیت و اطلاعات پارلمان گفت اگر آژانس‌های اطلاعاتی بریتانیا در جستجوی یافتن درونمایه ایمیل‌های مردم بریتانیا باشند باید از مقام‌های قضایی اجازه بگیرند. دفتر دادآور اطلاعات بریتانیا محتاط‌تر بود و گفت به همراه دیگر آژانس‌های داده اروپایی دربارهٔ پریزم بررسی می‌کند: "مسائل جدی درباره گستردگی توانایی دسترسی آژانس‌های قانونی آمریکایی به داده شخصی شهروندان بریتانیا و دیگر کشورهای اروپایی وجود دارند. بحث اینکه بر پایه قانون آمریکا شرکت‌ها مجبور به دادن اطلاعات به آژانس‌های اطلاعاتی آمریکا می‌شوند اصولا با قانون حفاظت از داده اروپا در تناقض است، مانند لایحه حفاظت از داده بریتانیا." دفتر دادآور اطلاعات در این‌باره با همتایان اروپایی خود گفتگو کرده و این مسائل در گفتگوهای بین کمیسیون اروپا و دولت آمریکا بیان شده‌اند.

## دیدگاه‌های قانونی

### قانون اجرایی و کارکرد آن
در ۸ ژوئن ۲۰۱۳ اداره‌کننده امنیت ملی اداره‌کننده امنیت ملی در گزاره‌برگی گفت: "پریزم برنامه پنهانی گردآوری داده نیست." و "یک سامانه رایانه‌ای درون دولتی است" که از آن برای آسان‌سازی گردآوری اطلاعات خارجی "تحت بازرسی دادگاه" بر پایه بخش ۷۰۲ لایحه نظارت بر اطلاعات خارجی کار می‌کند. بخش ۷۰۲ می‌گوید "ممکن است دادستان کل و اداره‌کننده امنیت ملی، با هم، تا یک سال پس از تاریخ اجرای مجوز، اجازه هدف‌گیری و گردآوری اطلاعات هدف‌هایی را داشته باشند که گمان می‌رود منطقا در خارج از آمریکا زندگی می‌کنند." برای داشتن اجازه ردگیری، دادستان کل و اداره‌کننده امنیت ملی باید بر پایه بخش ۷۰۲ از دادگاه مجوز دریافت کنند یا دادگاه را قانع کنند که "ممکن است اطلاعات مهم برای امنیت آمریکا از دست برود یا به موقع به‌دست نیاید و زمان، اجازه انتظار برای دریافت مجوز را نمی‌دهد." هنگام درخواست برای دریافت حکم، دادستان کل و اداره‌کننده امنیت ملی باید دادگاه را قانع کنند که "آرمان مهم آنها به‌دست آوردن اطلاعات خارجی است." آن‌ها نیازی ندارند که بگویند کدام شرکت یا فرد خارجی را هدف می‌گیرند.
پس از دریافت حکم دادگاه لایحه نظارت بر اطلاعات خارجی یا تعیین موقعیت اورژانسی، دادستان کل و اداره‌کننده امنیت ملی می‌توانند به شرکت‌های رساننده خدمات اینترنتی دستور بدهند که اطلاعات یا ابزارهای لازم برای زیر نظر گرفتن هدف و دستیابی به اطلاعات محرمانه هدف را به آن‌ها بدهند. شرکت رساننده خدمات اینترنتی می‌تواند ۱) از دستور پیروی کند، ۲) سرپیچی کند یا ۳) حکم را در دادگاه به چالش بکشد. اگر از دستور پیروی کند نسبت به کاربران خود مسئول می‌شود و باید تاوان آن را بپردازد. درحالی‌که اگر از اجرای دستور، خودداری کند ممکن است دادستان کل با حکم دادگاه، آن شرکت را وادار به انجام حکم کند. در صورت سرپیچی شرکت، دادگاه لایحه نظارت بر اطلاعات خارجی می‌تواند آن شرکت را با اتهام اهانت به دادگاه، تنبیه کند.
سرانجام، شرکت می‌تواند از دادگاه لایحه نظارت بر اطلاعات خارجی درخواست کند که از انجام حکم، خودداری کند. در این صورت، دادگاه، درخواست را رد می‌کند و شرکت را موظف به انجام حکم می‌کند. شرکت رساننده خدمات اینترنتی می‌تواند از دادگاه بازنگری نظارت بر اطلاعات خارجی و سپس دادگاه تصمیم‌گیری بازنگری (تجدید نظر) دیوان عالی ایالات متحده آمریکا بخواهد که از انجام حکم، خودداری کند.
کمیته منتخب سنای ایالات متحده آمریکا در امور اطلاعاتی و دادگاه‌های لایحه نظارت بر اطلاعات خارجی، برپا شده‌اند تا پس از مرگ جی. ادگار هوور بر عملیات اطلاعاتی، نظارت کنند. بورلی گیج از اسلیت گفته: "قرار بود هنگامی‌که این دادگاه‌ها پدید آمدند از سوء استفاده‌هایی که کسانی مانند هوور می‌کردند جلوگیری کنند. در مقابل، آنچه دیده می‌شود این است که به مهر تایید اهداف گسترده جامعه اطلاعاتی آمریکا تبدیل شده‌اند. جی. ادگار هوور دیگر بر واشینگتن، دی.سی. فرمانروایی نمی‌کند. اما به نظر می‌رسد که دیگر به کسی مانند او نیازی نیست."

### دعوی قضایی
| ۱۱ ژوئن ۲۰۱۳  | اتحادیه آزادی‌های شهروندی آمریکا | در دادخواستی علیه آژانس امنیت ملی نوشت: "برنامه رهگیری تماس‌های تلفنی (که به آن «پریزم» گفته می‌شد) حقوقی قانونی مردم آمریکا را برای آزادی بیان، همبستگی، و حریم شخصی، زیر پا می‌گذارد و با زیر پا گذاشتن متمم‌های ۱ و ۴ قانون اساسی آمریکا یک "تَله" نظارتی، پدید می‌آورد. بنابراین از قدرت داده شده بر پایه کد ایالات متحده آمریکا ۵۰ § ۱۸۶۱ فراتر می‌رود و کد ایالات متحده آمریکا ۵ § ۷۰۶ را زیر پا می‌گذارد. مدرسه حقوق ییل نیز به نیابت از کلینیک دسترسی اطلاعات و آزادی رسانه به این دادخواست پیوست." |
| ۱۱ ژوئن ۲۰۱۳  | دیدبان آزادی آمریکا             | دادخواستی سنخی علیه سازمان‌ها و مقام‌های دولتی گرداننده پریزم به دادگاه داده شد. نام ۱۲ شرکت فناوری ارتباطات (گوگل، فیس‌بوک، مایکروسافت، اپل، اسکایپ، یوتیوب، یاهو!، اسپرینت، تی-موبایل، ای‌تی اند تی، و پالتاک) و مدیران آنها نیز در این درخواست دیده می‌شود. این سازمان‌ها، مقام‌ها، و شرکت‌ها اطلاعات ارتباطی و داده کاربران را بر پایه برنامه پریزم یا برنامه‌های مانند آن به صورت گسترده در اختیار آژانس امنیت ملی گذاشته‌اند. این پرونده به متمم‌های ۱، ۴، و ۵ قانون اساسی آمریکا و سرپیچی از پایه کد ایالات متحده آمریکا ۱۸ § ۲۷۰۲ (افشای تاریخچه ارتباطی) اشاره می‌کند و می‌پرسد که آیا این برنامه در خارج از آمریکا بر پایه روند قانونی خود کار می‌کند؟ (بخش ۷۰۲ لایحه میهن‌دوستی). این پرونده، شاکیان و این کَسان را در بر می‌گیرد: دیگر شهروندان آمریکا به همراه مردم کنونی زمین که تماس‌های تلفنی و/یا ایمیل‌ها و/یا دیگر روش‌های ارتباطی آنها با گوگل، فیس‌بوک، مایکروسافت، اپل، اسکایپ، یوتیوب، یاهو!، اسپرینت، تی-موبایل، ای‌تی اند تی، و پالتاک انجام می‌شود که داده ارتباطی آنها به نیابت از "متهمان" نگهداری و/یا شنود می‌شود." در نوامبر ۲۰۱۷ دادگاه این دادخواست را رد کرد. |
| ۱۸ فوریه ۲۰۱۴ | رند پال و کارهای آزادی          | دادخواستی را علیه باراک اوباما در مقام رئیس اطلاعات، جیمز کلپر در مقام اداره‌کننده امنیت ملی، کیث بی آلکساندر در مقام رئیس آژانس امنیت ملی؛ جیمز کومی در مقام رئیس اداره تحقیقات فدرال (اف‌بی‌آی) به دادگاه ناحیه فدرال در ناحیه کلمبیا تسلیم کردند. در این دادخواست آمده که متهمان، متمم ۴ قانون اساسی را با گردآوری فراداده تماس‌های تلفنی، زیر پا گذاشته‌اند. این پرونده، هم‌اکنون در انتظار درخواست تجدید نظر دولت در پرونده کلیمن است. |
| ۲ ژوئن ۲۰۱۴   | الیوت جی. شوچارد                | دادخواستی را علیه باراک اوباما، جیمز کلپر در مقام اداره‌کننده امنیت ملی، دریاسالار مایک راجرز در مقام رئیس آژانس امنیت ملی، جمیز کومی در مقام رئیس اداره تحقیقات فدرال (اف‌بی‌آی) به دادگاه ناحیه فدرال ناحیه باختری پنسیلوانیا داد. در این دادخواست آمده که متهان با گردآوری همه داده مردم آمریکا متمم ۴ قانون اساسی را زیر پا گذاشته‌اند. شاکی‌های از دادگاه می‌خواهند که برنامه‌های غیر قانونی متهمان را بیاید و حکم بازداشت آن را صادر کند. دادگاه، هم‌اکنون سرگرم بررسی درخواست دولت برای رد دادخواست است. |

### بررسی مسائل حقوقی
لارا دونوهو استاد دانشگاه مرکز حقوقی دانشگاه جرج‌تاون و مرکز امنیت ملی و حقوق دانشگاه جرج‌تاون، پریزم و دیگر برنامه‌های آژانس امنیت ملی را غیر قانونی دانست.
وودرو هارتزوگ، وابسته به مرکز استنفورد در امور امنیت و جامعه دانشکده حقوق استنفورد گفت: "اتحادیه آزادی‌های شهروندی آمریکا به احتمال زیاد باید موارد نقض متمم یک قانونی اساسی (مانند بی‌توجهی به قانون) یا متمم چهارم (شاید نقض یک انتظار منطقی از حریم خصوصی) را نشان دهد. اینکه بدانید دولت، شما را زیر نظر دارد آسیبی به شما می‌زند؟ قطعا بحثی وجود دارد که می‌گوید چنین است. مردمِ تحت نظارت، رفتار متفاوتی دارند. حس می‌کنند اختیار خود را از دست داده‌اند و گمان کمتری می‌رود که خودشناسی و خود اندیشی کنند و گرایش کمتری به کنش‌های سیاسی آشکار مانند سخنرانی مخالف و نقد دولت دارند. متمم‌های یک و چهار تلاش دارند از مردم با این گرایش‌ها محافظت کنند."

### قانونی بودن لایحه متمم‌های لایحه نظارت بر اطلاعات خارجی
در اسناد پریزم به جزئیات بخش ۷۰۲ لایحه نظارت بر اطلاعات خارجی دربارهٔ جزئیات رهگیری الکترونیک، ضبط، و واکاوی فراداده اشاره شده‌است. در بسیاری از گزارش‌ها و نامه‌هایی که بیانگر نگرانی نمایندگان کنگره هستند پیشنهاد شده که بخش لایحه متمم‌های لایحه نظارت بر اطلاعات خارجی، قانونا و بر پایه قانون اساسی، مشکل‌زا است. نمونه آن ردیابی شهروندان آمریکایی و گردآوری داده از درون آمریکا است که اسناد فاش شده نشان می‌دادند.
اتحادیه آزادی‌های شهروندی آمریکا ادعا می‌کند که بدون توجه به سوء استفاده‌ها، مشکلِ لایحه متمم‌های لایحه نظارت بر اطلاعات خارجی، عمیق‌تر است. خودِ لایحه متمم‌های لایحه نظارت بر اطلاعات خارجی، غیرقانونی است.
سناتور رند پال تلاش دارد قانون تازه‌ای را تصویب کند. نام آن «لایحه بازگردانی متمم چهارم ۲۰۱۳» است و آژانس امنیت ملی و دیگر آژانس‌های اطلاعاتی دولت آمریکا را از نقض متمم چهارم قانون اساسی آمریکا باز می‌دارد تا نتوانند با فناوری اطلاعات و سامانه‌هایی مانند پریزم و خبرچین بیکران، داده گسترده، گردآوری کنند.

## برنامه‌های با نام همانند پریزم
به غیر از برنامه گردآوری اطلاعات که در سال ۲۰۰۷ آغاز شد دو برنامه دیگر نیز با نام «پریزم» وجود دارند:
- ابزار برنامه‌ریزی برای یکپارچه‌سازی، هماهنگ‌سازی، و مدیریت منابع The Planning tool for Resource Integration, Synchronization and Management (PRISM) ابزار وب است که اطلاعات نظامی آمریکا از آن برای فرستادن کارها و راهنماهای پلتفرم‌های گردآوری داده گسترش‌یافته به عملیات نظامی استفاده می‌کند.[۲۰۲]
- درگاه امور مدیریت و همرسانی همزمان اطلاعات The Portal for Real-time Information Sharing and Management (PRISM) که وجود آن در ژوئیه ۲۰۱۳ به‌دست آژانس امنیت ملی آشکار شد. این یک برنامه درونی آژانس امنیت ملی برای مدیریت و همرسانی همزمان اطلاعات است که ظاهراً در اداره تضمین اطلاعات آژانس امنیت ملی اجرا می‌شود. اداره تضمین اطلاعات آژانس امنیت ملی، بخش بسیار محرمانه آژانس امنیت ملی است که با روش‌های رمزنگاری بسیار پیچیده، مسئول حفاظت از اسرار نظامی و دولت آمریکا است.[۲۰۱]

## برنامه‌های وابسته آژانس امنیت ملی
برنامه‌های موازی که نام کلی آن‌ها نمادگر یک کنش شنود دیجیتال جداگانه است از منابع دیگری، داده و فراداده گردآوری می‌کنند. هر نمادگر کنش شنود دیجیتال، منبع، هدف، گونه داده گردآوری‌شده، مقام قانونی، و نرم‌افزار تعریف‌شده خود را دارد. برخی نمادگرهای کنش شنود دیجیتال، نام‌های همانند برنامه بالاسری خود دارند. در اسلایدها چکیده بلرنی با کلاه شپرکان به رنگ سبز شبدری نشان داده می‌شود که "برنامه جاری گردآوری داده است که به جامعه اطلاعاتی و همکاران اقتصادی آن قدرت می‌دهد به اطلاعات خارجی به‌دست آمده از شبکه‌های جهانی دسترسی پیدا کرده و از آن بهره‌برداری کنند."

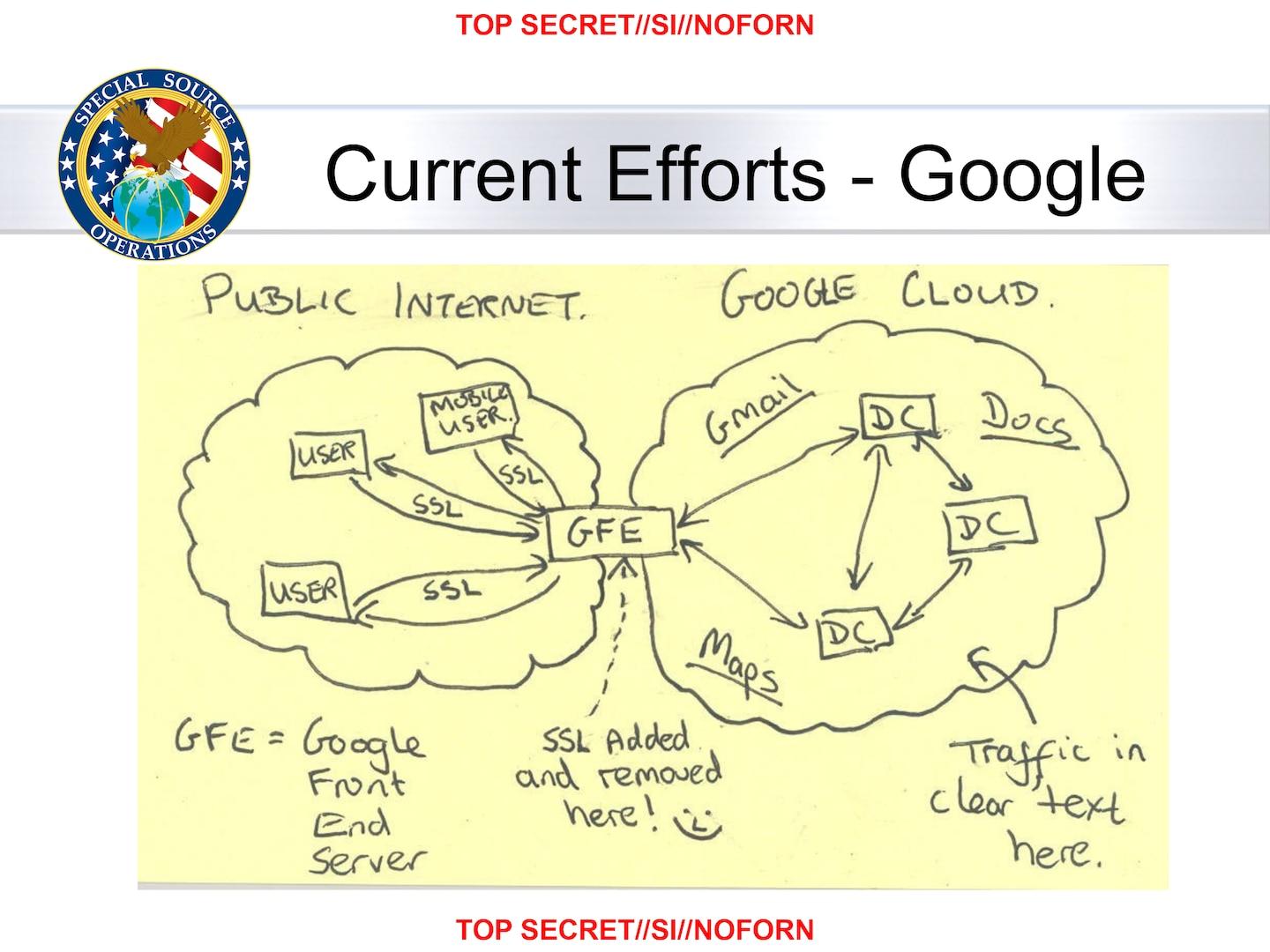
چگونگی کارکرد برنامه ماسکولار که به رایانش ابری گوگل و یاهو! دسترسی مستقیم می‌دهد.

برخی برنامه‌های نمادگر کنش شنود دیجیتال مانند پریزم، داده را از شرکت رساننده خدمات اینترنتی گردآوری می‌کنند. اما دیگر برنامه‌ها آن را از زیرساخت‌های سطح بالا به‌دست می‌آورند. اینگونه گردآوری "آپ استریم کالکشن" نامیده می‌شود. آپ استریم کالکشن شامل برنامه‌هایی با گزاره‌های پوششی مانند بلرنی، اوکستار، فرویو، و استورم‌برو می‌شود که هر یک از آن‌ها نمادگر یک کنش شنود دیجیتال جداگانه هستند. داده جمع‌شده در یک نمادگر کنش شنود دیجیتال می‌تواند به روش‌های دیگری مانند رساننده خدمات اینترنتی از بالادست به‌دست آید. نمونه آن حسگرهای کنش‌پذیر (منفعل) در اطراف سفارت‌ها یا حتی داده دزدیده شده از شبکه‌های رایانه‌ای شخصی با روش رخنه‌گری است. همه نمادگرهای کنش شنود دیجیتال از بالادست، داده، گردآوری نمی‌کنند. برای نمونه، داده می‌تواند مستقیما از رساننده خدمات اینترنتی به‌دست آید. چه با موافق رساننده خدمات اینترنتی (مانند پریزم) یا با رخنه‌گری یا روش‌های دیگر.
بر پایه واشینگتن پست، برنامه کمتر شناخته شده ماسکولار که داده رمزنگاری نشده را مستقیما از رایانش ابری شخصی گوگل و یاهو! شنود می‌کند در مقایسه با پریزم، ۲ برابر داده بیشتری گردآوری می‌کند. زیرا گوگل و یاهو! می‌توانند جهان را پوشش دهند. برخلاف پریزم، کار شنود ماسکولار در بیرون از آمریکا انجام می‌شود. بنابراین هیچ نیازی به صدور حکم از سوی دادگاه لایحه نظارت بر اطلاعات خارجی یا مانند آن ندارد.